# Liste der Biografien/Bert
Liste der Biografien |
Portal Biografien |
Personensuche
# |
A |
B |
C |
D |
E |
F |
G |
H |
I |
J |
K |
L |
M |
N |
O |
P |
Q |
R |
S |
T |
U |
V |
W |
X |
Y |
Z |
?
 
Ba |
Be |
Bd |
Bg |
Bh |
Bi |
Bj |
Bl |
Bm |
Bn |
Bo |
Br |
Bs |
Bu |
Bw |
By |
Bz
 
Bea–Beb |
Bec |
Bed |
Bee |
Bef |
Beg |
Beh |
Bei |
Bej |
Bek |
Bel |
Bem |
Ben |
Beo |
Bep |
Beq |
Ber |
Bes |
Bet |
Beu |
Bev |
Bew |
Bex |
Bey |
Bez
 
Bera |
Berb |
Berc |
Berd |
Bere |
Berf |
Berg |
Berh |
Beri |
Berj |
Berk |
Berl |
Berm |
Bern |
Bero |
Berq |
Berr |
Bers |
Bert |
Beru |
Berv |
Berw |
Berx |
Bery |
Berz
Die Liste der Biografien führt alle Personen auf, die in der deutschsprachigen Wikipedia einen Artikel haben. Dieses ist eine Teilliste mit 1008 Einträgen von Personen, deren Namen mit den Buchstaben „Bert“ beginnt.

## Bert
- Bert, Eddie (1922–2012), US-amerikanischer Jazz-Posaunist
- Bert, Lore (* 1936), deutsche Künstlerin
- Bert, Malcolm C. (1902–1973), US-amerikanischer Szenenbildner und Artdirector
- Bert, Margita (* 1940), deutsche Medizinerin
- Bert, Paul (1833–1886), französischer Physiologe und Politiker
- Bert, Sascha (* 1976), deutscher Rennfahrer

### Berta
- Berta Viñales, Dean (2006–2021), spanischer Motorradrennfahrer
- Berta von Alamannien, Gattin von Rudolf II., Königin von Hochburgund
- Berta von Arnsberg († 1292), Äbtissin des Stifts Essen
- Berta von Bingen, Mutter des Heiligen Rupert von Bingen
- Berta von Boll, Tochter von Friedrich I. von Schwaben und Agnes von Waiblingen
- Berta, Barbara (* 1963), Schweizer italienischsprachige Sängerin
- Berta, Daniel (* 1992), schwedischer Tennisspieler
- Berta, Edoardo (1867–1931), Schweizer Maler, Lehrer, Archäologe und Denkmalpfleger
- Berta, Martina (* 1998), italienische Mountainbikerin
- Berta, Renato (* 1945), Schweizer Kameramann
- Berta, Tibor (* 1966), ungarischer Geistlicher, römisch-katholischer Bischof des Militärordinariates für Ungarn
- Berta, Valentin Rudolph (1849–1928), Abgeordneter des Provinziallandtages Hessen-Nassau und Bürgermeister von Bad Soden-Salmünster
- Bertacchi, Anastasia (* 2006), italienische Tennisspielerin
- Bertacchi, Giovanni (1869–1942), italienischer Dichter, Romanist, Italianist und Literaturwissenschaftler
- Bertacchi, Pellegrino (1567–1627), italienischer Bischof
- Bertaccini, Adriano (* 2000), belgischer Fußballspieler
- Bertaccini, Paolino (* 1997), belgischer Fußballspieler
- Bertag, Christa (* 1942), deutsche Generaldirektorin in der DDR und Geschäftsführerin
- Bertaggia, Alessio (* 1993), Schweizer Eishockeyspieler
- Bertaggia, Enrico (* 1964), italienischer Automobilrennfahrer
- Bertaggia, Sandro (* 1964), Schweizer Eishockeyspieler
- Bertagna, Bruno (1935–2013), italienischer Geistlicher, Kurienerzbischof der römisch-katholischen Kirche
- Bertagna, Silvia (* 1986), italienische Freestyle-Skisportlerin
- Bertagnoli, Júlio Sérgio (* 1978), brasilianischer Fußballtorhüter
- Bertagnoli, Pietro (* 1999), italienischer Radrennfahrer
- Bertagnolli, Giacomo (* 1999), italienischer Para-Sportler
- Bertagnolli, Leonardo (* 1978), italienischer Radrennfahrer
- Bertagnolli, Lukas (* 1978), italienischer Journalist (Südtirol)
- Bertalan, Albert (1899–1957), ungarisch-französischer Maler der École de Paris
- Bertalan-Păcuraru, Alexandra (* 1987), rumänische Moderatorin und Politikerin
- Bertalanffy, Helmut (* 1954), deutscher Neurochirurg
- Bertalanffy, Ludwig von (1901–1972), österreichisch-kanadischer Biologe und SystemtheoretikerLudwig von Bertalanffy (1901–1972)

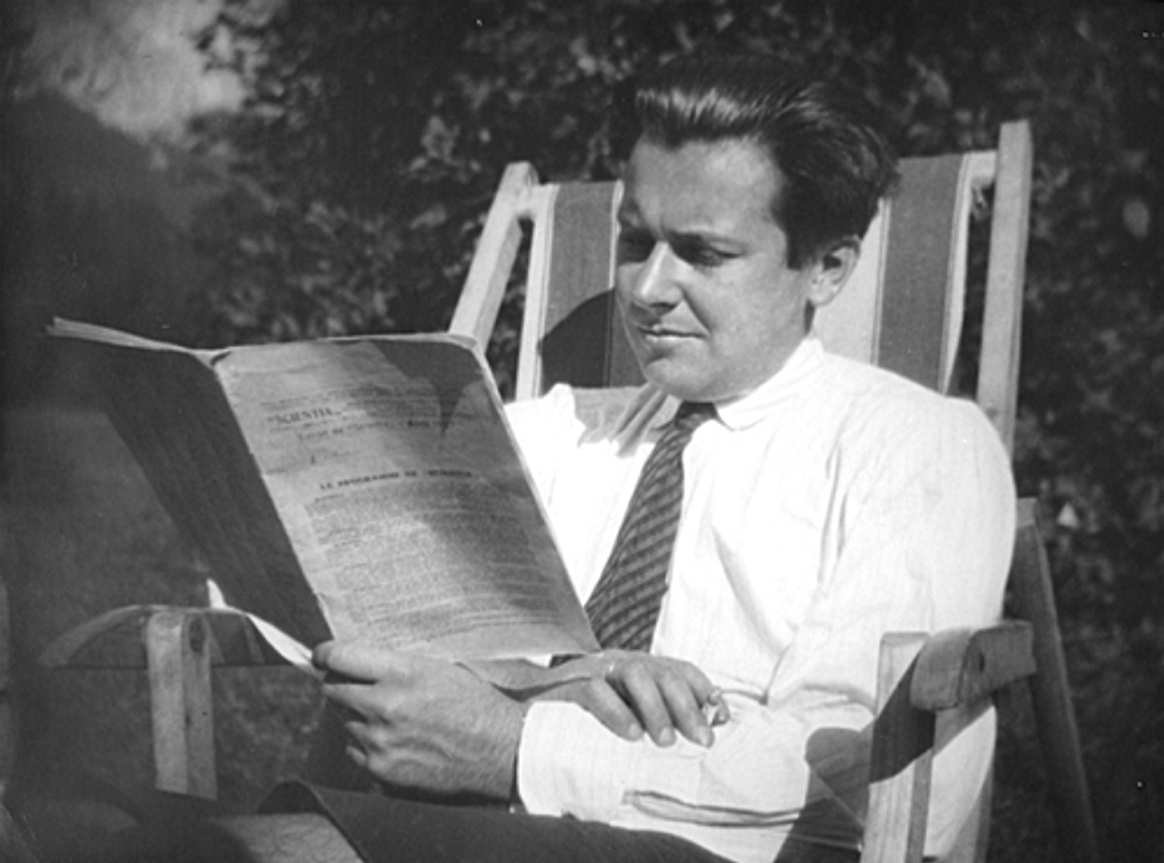
Ludwig von Bertalanffy (1901–1972)

- Bertalanitsch, Michaela (* 1991), deutsche Volleyballspielerin
- Bertali, Antonio (1605–1669), italienischer Komponist und Violinist des Barock
- Bertall (1820–1882), französischer Karikaturist, Zeichner, Radierer und Pionier der Fotografie
- Bertalot, Ludwig (1884–1960), deutscher Renaissanceforscher und Bibliograph
- Bertanha, José Luíz (* 1942), brasilianischer Ordensgeistlicher und emeritierter römisch-katholischer Bischof von Registro
- Bertani, Agostino (1812–1886), italienischer Arzt, Politiker, Mitglied der Camera und Freiheitskämpfer
- Bertani, Giovanni Battista († 1576), italienischer Maler und Architekt des Manierismus
- Bertani, Luisa (* 1996), italienisch-bulgarische Skirennläuferin
- Bertano, Pietro (1501–1558), italienischer Geistlicher, Kardinal der katholischen Kirche
- Bertāns, Dāvis (* 1992), lettischer Basketballspieler
- Bertarelli, Achille (1863–1938), italienischer Bibliophiler, Kunstsammler, Mäzen und Autor
- Bertarelli, Ernesto (* 1965), italienisch-schweizerischer Unternehmer, SeglerErnesto Bertarelli (* 1965)

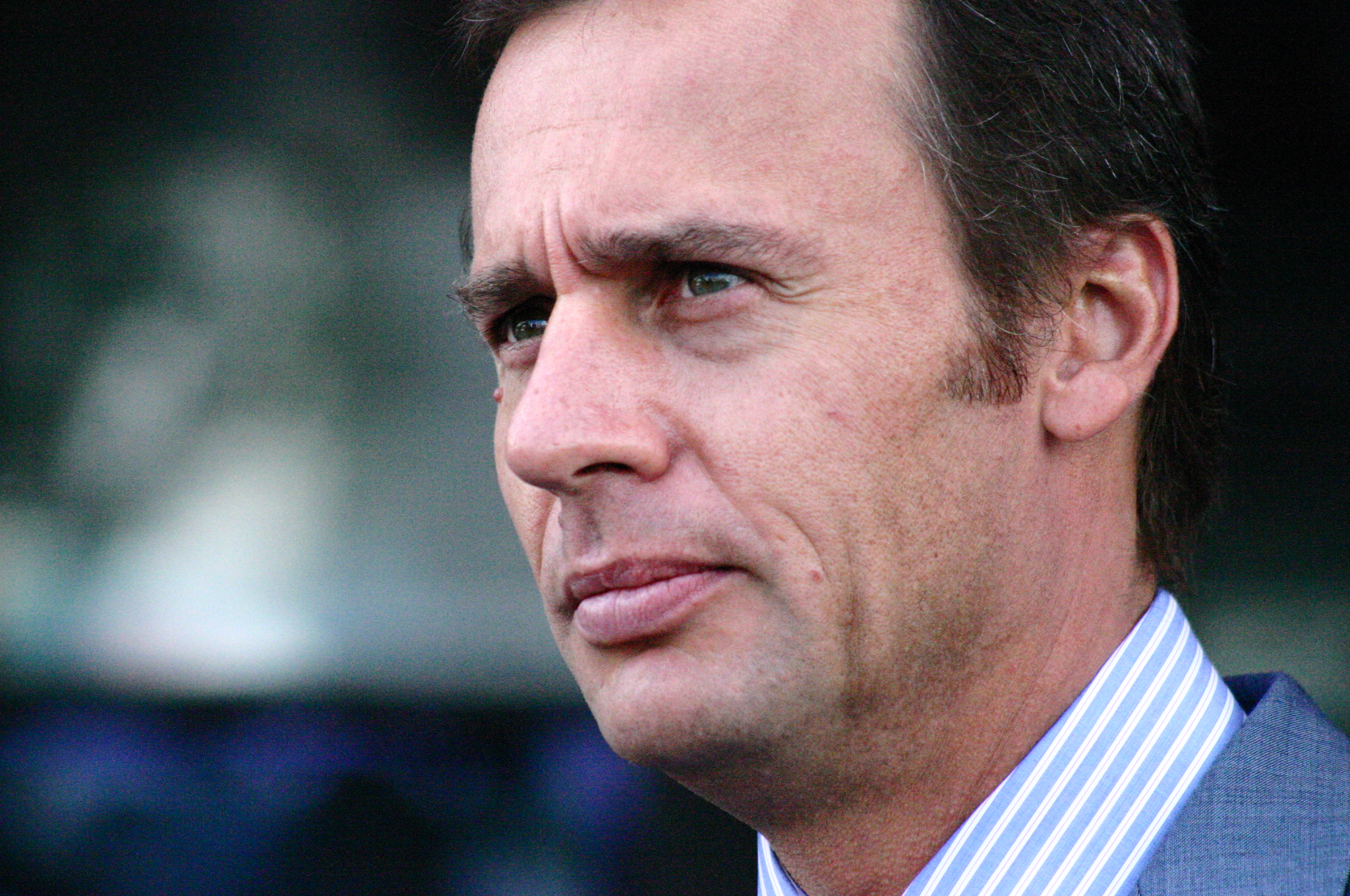
Ernesto Bertarelli (* 1965)

- Bertarelli, Kirsty (* 1971), britisch-schweizerische Sängerin und Songwriterin sowie ehemalige Miss United Kingdom
- Bertarelli, Luigi Vittorio (1859–1926), italienischer Geograph, Publizist, Höhlenforscher und Pionier des Fahrradtourismus
- Bertašius, Juozas (1946–2021), litauischer Politiker und Bürgermeister von Šakiai
- Bertašius, Simas (* 1993), litauischer Leichtathlet
- Bertati, Giovanni (1735–1815), italienischer Librettist
- Bertau, Karl (1927–2015), deutscher Philologe
- Bertau, Martin (* 1968), deutscher Chemieingenieur und Chemiker
- Bertaud Du Chazaud, Henri (1918–2013), französischer Lexikograf
- Bertaud, Dimitry (* 1998), kongolesisch-französischer Fußballtorwart
- Bertault, Camille (* 1986), französische Jazzmusikerin
- Bertaut, Alain (1928–2016), französischer Automobilrennfahrer, Journalist und Technischer Direktor von Le Mans
- Bertaut, Jean (1552–1611), französischer Schriftsteller im Übergang vom Barock zur Klassik
- Bertaux, Félix (1881–1948), französischer Germanist, Übersetzer und Schriftsteller
- Bertaux, Hélène (1825–1909), französische Bildhauerin und Feministin
- Bertaux, Jean-Claude (* 1931), französischer Konteradmiral
- Bertaux, Marc (* 1949), französischer Jazz-Bassist
- Bertaux, Pierre (1907–1986), französischer Germanist
- Bertazzi, Danilo (* 1960), italienischer Schauspieler und Fernsehmoderator
- Bertazzo, Ivaldo (* 1939), brasilianischer Choreograph, Tänzer und Erzieher
- Bertazzo, Liam (* 1992), italienischer Radrennfahrer
- Bertazzo, Omar (* 1989), italienischer Bahn- und Straßenradrennfahrer
- Bertazzo, Simone (* 1982), italienischer Bobsportler
- Bertazzoli, Francesco (1754–1830), italienischer Geistlicher, Bischof und Kardinal
- Bertazzoni, Augusto (1876–1972), italienischer Geistlicher, römisch-katholischer Bischof von Potenza und Marsico Nuovo

### Berte
- Berté, Annemarie (1932–1995), österreichische Fernseh- und Radiosprecherin
- Berté, Emil (1898–1968), österreichischer Komponist
- Bertè, Giulio (1897–1967), italienischer Architekt des Futurismus
- Berté, Heinrich (1857–1924), österreichischer Komponist
- Bertè, Loredana (* 1950), italienische Sängerin
- Bertea, Anastasia Elena (* 2006), rumänische Tennisspielerin
- Bertea, Elena Ruxandra (* 2006), rumänische Tennisspielerin
- Berteau, Martin († 1771), französischer Cellist und Komponist
- Berteau, Victoire (* 2000), französische Radrennfahrerin
- Berteaut, Simone (1916–1975), französische Autorin
- Berteaux, Hippolyte (1843–1926), französischer Genre-, Wand- und Porträtmaler
- Berteaux, Maurice (1852–1911), französischer Politiker
- Bertel, Christian (* 1940), österreichischer Rechtswissenschaftler
- Bertel, Eduard (1856–1923), österreichischer Schauspieler, Zeichner und Fotograf
- Bertele, Brigitte Maria (* 1974), deutsche Regisseurin
- Bertele, Ernst (* 1921), deutscher Fußballspieler
- Bertele, Franz (1931–2019), deutscher Diplomat
- Bertele, Hans von (1903–1984), österreichischer Elektrotechniker, Uhrensammler und Uhrenhistoriker
- Bertele, Joachim (* 1967), deutscher Diplomat
- Bertele, Ludwig (1900–1985), deutscher Optikkonstrukteur
- Bertele, Manfred (1938–2025), deutscher Brigadegeneral des Heeres der Bundeswehr
- Bertelè, Tommaso (1892–1971), italienischer Diplomat
- Bertelegni, Erica (* 1997), italienische Schriftstellerin
- Bertelin, Albert (1872–1951), französischer Komponist
- Berteling, Ron (* 1957), niederländischer Eishockeyspieler
- Bertell, Rosalie (1929–2012), US-amerikanische Biometrikerin und Umweltaktivistin
- Bertelle, Matteo (* 2004), italienischer Motorradrennfahrer
- Bertelli, Angelo (1921–1999), amerikanischer American-Football-Spieler und Gewinner der Heisman Trophy 1943
- Bertelli, Augustus (1890–1979), britischer Unternehmer, Fahrzeugdesigner, Rennmechaniker und Autorennfahrer
- Bertelli, Carlo (* 1930), italienischer Kunsthistoriker und Museumsdirektor
- Bertelli, Lorenzo (* 1988), italienischer Rallyefahrer
- Bertelli, Patrizio (* 1946), italienischer Unternehmer, Ehemann von Miuccia Prada und CEO des Modekonzerns Prada
- Bertelli, Pino (* 1943), italienischer Fotograf, Filmemacher, Filmproduzent, Filmkritiker und Autor
- Bertelli, Renato (1900–1974), italienischer faschistischer Bildhauer
- Bertelli, Sara, argentinische Wirbeltier-Paläontologin
- Bertelli, Simone (* 2004), italienischer Stabhochspringer
- Bertelli, Timoteo (1826–1905), italienischer römisch-katholischer Geistlicher, Mathematiker und Geophysiker
- Bertelli, Vasco Giuseppe (1924–2013), italienischer römisch-katholischer Bischof
- Bertellin, Rémi (* 1994), französischer American-Football-Spieler
- Bertello, Gaya (* 2003), italienische Leichtathletin
- Bertello, Giuseppe (* 1942), italienischer katholischer Bischof, Kurienkardinal, emeritierter Präsident des Governatorat der Vatikanstadt
- Bertelman, Tomas (* 1945), schwedischer Diplomat
- Bertelmann, Fred (1925–2014), deutscher Schlagersänger
- Bertelmann, Jan Georg (1782–1854), niederländischer Komponist
- Bertelmann, Volker (* 1966), deutscher Komponist und Pianist
- Berteloot, Jean-Yves (* 1957), französischer SchauspielerJean-Yves Berteloot (* 1957)

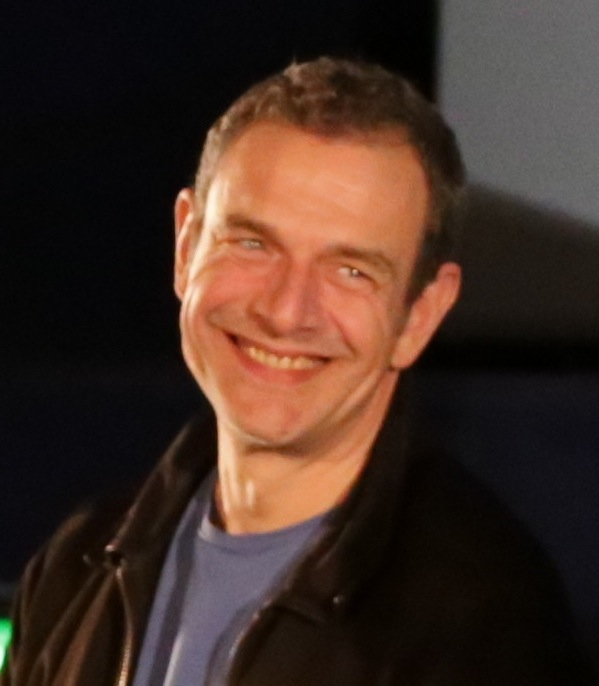
Jean-Yves Berteloot (* 1957)

- Bertels, Egilberta (1894–1944), deutsche Steyler Missionsschwester und Märtyrin
- Bertels, Johannes (1544–1607), Abt von Münster und Echternach
- Bertels, Lothar (* 1949), deutscher Soziologe
- Bertels, Oliver (* 1980), deutscher Raquetball-Spieler
- Bertels, Thomas (* 1986), deutscher Fußballspieler
- Bertelsbeck, Norbert (* 1958), deutscher Science-Fiction-Autor
- Bertelsen, Aage (1873–1945), dänischer Maler
- Bertelsen, Albert (1921–2019), dänischer Maler
- Bertelsen, Alfred (1877–1950), dänischer Mediziner, Ornithologe und Fotograf
- Bertelsen, Erik (1912–1993), dänischer Ichthyologe
- Bertelsen, Jens Jørn (* 1952), dänischer Fußballspieler
- Bertelsen, Jes (* 1946), dänischer Bewusstseinsforscher
- Bertelsen, Nils (1879–1958), norwegischer Segler
- Bertelsmann, Carl (1791–1850), deutscher Drucker und Verleger
- Bertelsmann, Conrad (1828–1901), deutscher Landwirt und Unternehmer
- Bertelsmann, Friedrich (1817–1897), deutscher Buchdrucker und Zeitungsverleger
- Bertelsmann, Heinrich (1827–1887), deutscher Verleger
- Bertelsmann, Hilke, deutsche Gesundheitswissenschaftlerin
- Bertelsmann, Jürgen (1913–1942), deutscher Maler und Grafiker
- Bertelsmann, Lene (1903–1981), deutsche Schriftstellerin
- Bertelsmann, Walter (1877–1963), deutscher Landschaftsmaler
- Bertelsmann, Wilhelm (1796–1875), deutscher Kaufmann und Abgeordneter
- Bertelsmann, Wilhelm (1873–1950), deutscher Techniker, Chemiker
- Bertelsmeier, Andre (* 2005), deutscher Tischtennisspieler
- Bertelsmeier, Birke J. (* 1981), deutsche Komponistin
- Bertelsmeier-Kierst, Christa (* 1952), deutsche Germanistin
- Bertelsson, Alexander (1890–1975), deutscher Maler
- Bertemes, Bob (* 1993), luxemburgischer Kugelstoßer
- Bertemes, Bob (* 1994), luxemburgischer Mittel- und Langstreckenläufer
- Bertemes, François (* 1958), deutsch-luxemburgischer Prähistoriker
- Bertemes, Paul (1953–2024), luxemburgischer Übersetzer und Journalist
- Bertemes, Roger (1927–2006), luxemburgischer Maler
- Berten, Ignace (* 1940), römisch-katholischer Theologe
- Berten, Peter (1873–1960), deutscher Politiker (SPD, USPD), MdL
- Bertenburg, Achim (* 1954), deutscher Maler
- Bertens, Kiki (* 1991), niederländische TennisspielerinKiki Bertens (* 1991)

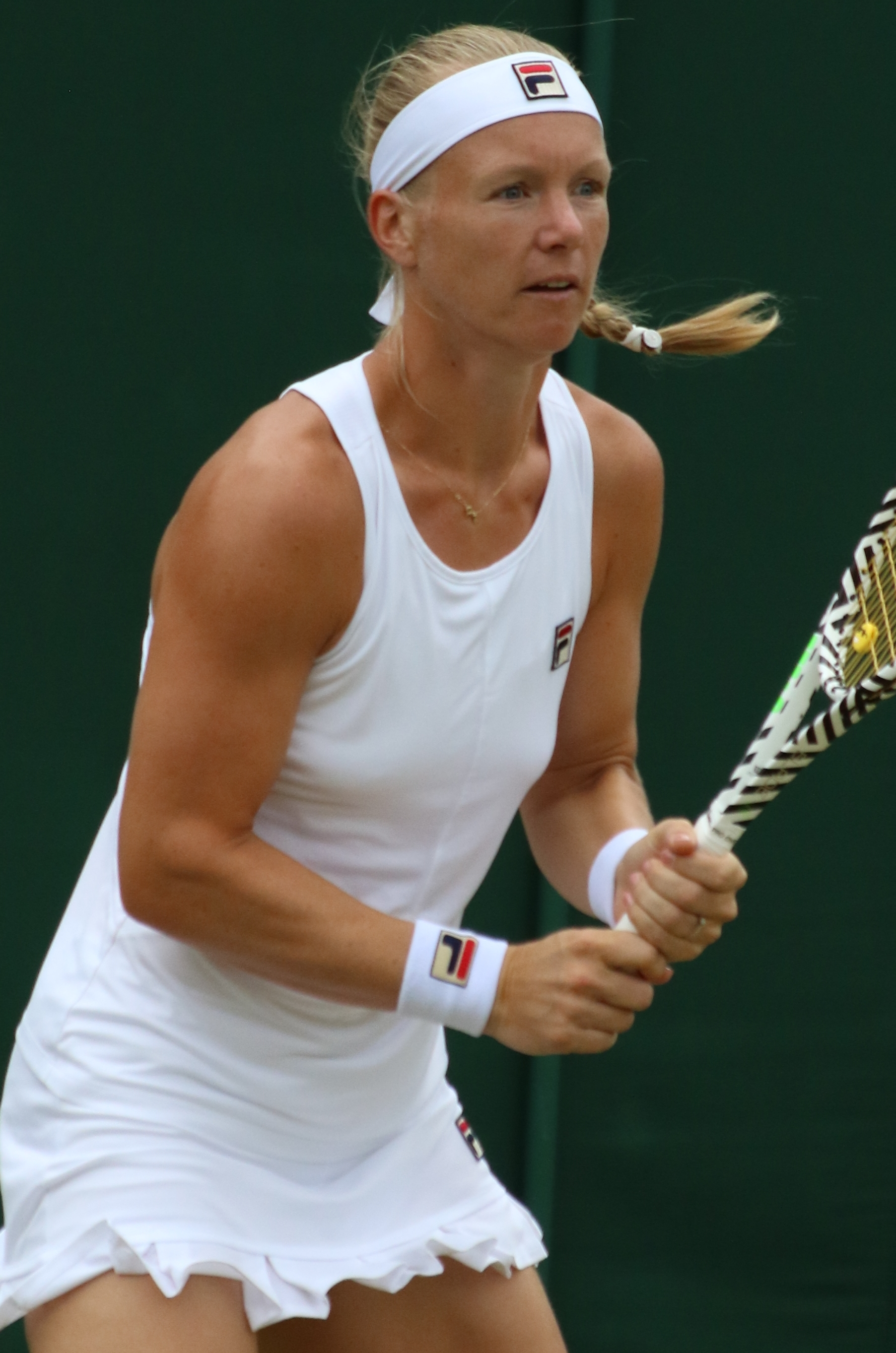
Kiki Bertens (* 1991)

- Bertens, Rosa (1861–1934), deutsche Theater- und Filmschauspielerin
- Berterame, Germán (* 1998), argentinischer Fußballspieler
- Bertereau, Martine de, französische Alchemistin und Bergbauexpertin
- Berteric, Benediktinermönch und Abt des Klosters Rott
- Bertermann, Otto (* 1946), deutscher Politiker (FDP, FW), MdL
- Bertero, Carlo Giuseppe Luigi (* 1789), italienischer Arzt, Botaniker und Pflanzensammler
- Bertero, Fabián, argentinischer Komponist und Geiger
- Bertet de La Clue-Sabran, Jean-François de (1696–1764), französischer Marineoffizier und Aristokrat

### Berth
- Berth, Christiane, deutsche Historikerin
- Berth, Hendrik (* 1970), deutscher Psychologe
- Berth, Kenneth Kristensen (* 1977), dänischer Politiker (DF), Mitglied des Folketing

#### Bertha
- Bertha, durch Heirat Königin von Kent
- Bertha (775–828), karolingische Adelige
- Bertha († 877), Äbtissin des Klosters Fraumünster
- Bertha, Markgräfin von Baden und Verona
- Bertha (1818–1888), deutsche Adlige aus dem Haus Hessen und durch Heirat Fürstin von Bentheim-Steinfurt
- Bertha I., Benediktinerinnenäbtissin
- Bertha Louise von Hessen-Philippsthal-Barchfeld (1874–1919), deutsche Adlige aus dem Haus Hessen und durch Heirat Fürstin von Lippe
- Bertha von Andechs, Äbtissin des Benediktinerinnenklosters Gerbstedt
- Bertha von Burgund, Tochter des Königs Konrad III. von Burgund und Mathilde, Tochter des westfränkischen Königs Ludwig IV.
- Bertha von Groitzsch († 1144), deutsche Klosterstifterin
- Bertha von Holland († 1094), durch Heirat Königin von Frankreich
- Bertha von Morvois, Adelige
- Bertha von Savoyen (1051–1087), Kaiserin des römisch-deutschen ReichesBertha von Savoyen (1051–1087)

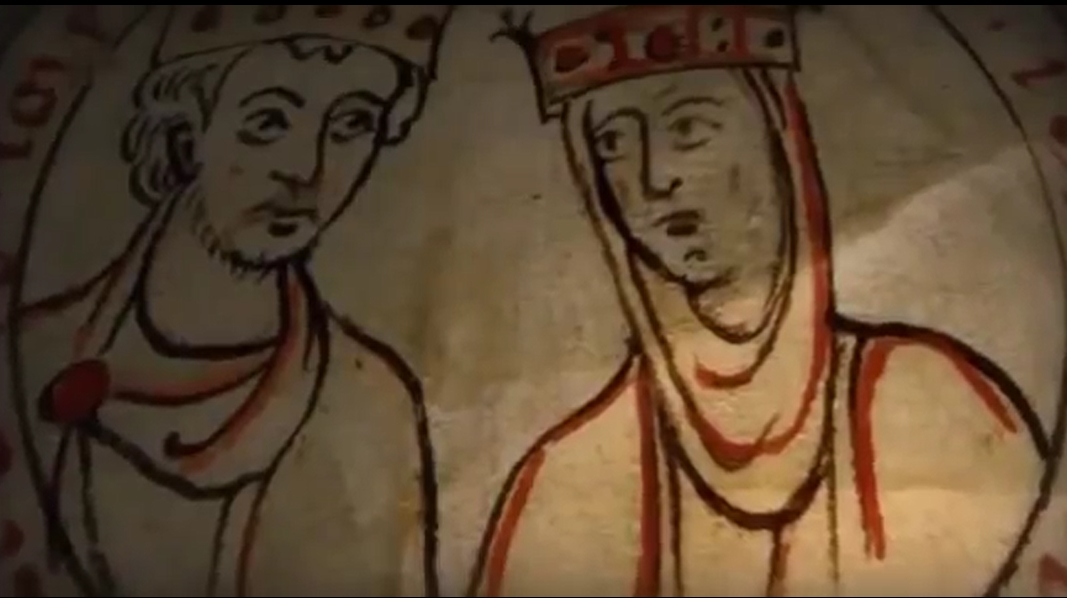
Bertha von Savoyen (1051–1087)

- Bertha von Sayn († 1442), Äbtissin des Klosters Kaufungen
- Bertha von Sulzbach († 1160), Kaiserin von Byzanz
- Bertha von Tübingen († 1169), Markgräfin von Baden und Verona
- Bertha, Bulcsu (1935–1997), ungarischer Schriftsteller
- Bertha, Hans (1901–1964), österreichischer Nationalsozialist, Psychiater und Universitätsprofessor
- Berthachar, König von Thüringen
- Berthaler, Wolfgang (* 1956), deutscher Politiker (CSU), Landrat des Landkreises Rosenheim
- Bertharius von Verdun, Presbyter und Chronist der Bischöfe von Verdun
- Berthaud, Fabienne (* 1966), französische Schriftstellerin, Filmregisseurin und Schauspielerin
- Berthault, Louis-Martin (1770–1823), französischer Architekt, Dekorateur, Landschaftsgärtner und Kupferstecher
- Berthaut, Jean-Auguste (1817–1881), französischer Militär und Politiker

#### Berthe
- Berthe, Mamadi (* 1983), malischer Fußballspieler
- Bertheau, Anna (* 1982), deutsche Schauspielerin
- Bertheau, August (1799–1881), deutscher Tabak- und Zigarrenfabrikant sowie Stadtverordneter in Potsdam
- Bertheau, Carl der Ältere (1806–1886), deutscher evangelischer Theologe und Lehrer
- Bertheau, Carl der Jüngere (1836–1910), deutscher evangelischer Theologe, Kirchenhistoriker und Pfarrer
- Bertheau, Carl III. (1878–1944), deutscher Lehrer und Mitbegründer der Bekennenden Kirche
- Bertheau, Ernst (1812–1888), deutscher Orientalist
- Bertheau, Friedrich (1851–1919), deutscher Historiker und Pädagoge
- Bertheau, Julien (1910–1995), französischer Schauspieler und Regisseur
- Bertheau, Lorenz (1886–1968), evangelischer Pfarrer
- Bertheau, Martin (1882–1946), deutscher lutherischer Theologe und Pfarrer
- Bertheau, Paul (1873–1956), deutscher Ingenieur
- Bertheau, Werner (1906–1997), deutscher Verwaltungsjurist
- Bertheaume, Isidore († 1802), französischer Violinist und Komponist
- Bertheim, Alfred (1879–1914), deutscher Chemiker
- Berthel, Dierk (* 1963), deutscher Bildhauer
- Berthel, Gabriele (* 1948), deutsche Schriftstellerin und Collagistin
- Berthel, Hans (1914–2003), deutscher Jagdflieger und Filmarchitekt
- Berthel, Kurt (1897–1960), deutscher Politiker (KPD/SED)
- Berthelé, Georg (1877–1949), deutscher Politiker (SPD, USPD, VKPD, KPD), MdR und Widerstandskämpfer gegen den Nationalsozialismus
- Berthelen, Karl Andreas (1822–1906), deutscher Arzt und Parapsychologe
- Berthelet, Jacques (1934–2019), kanadischer Ordensgeistlicher, römisch-katholischer Bischof von Saint-Jean-Longueuil
- Berthelier, Jean (1830–1888), französischer Operettensänger
- Berthelier, Philibert († 1519), Genfer Politiker und Freiheitskämpfer
- Berthelin, Hilaire (1909–1986), französischer Radrennfahrer
- Berthelot, Francis (* 1946), französischer Schriftsteller
- Berthelot, Henri (1861–1931), französischer General während des Ersten Weltkrieges
- Berthelot, Katell (* 1972), französische Religionswissenschaftlerin
- Berthelot, Marcelin (1827–1907), französischer Chemiker und Politiker
- Berthelot, Nicolas (* 1964), französischer Sportschütze
- Berthelot, Philippe (1866–1934), französischer Diplomat
- Berthelot, Pierre (1943–2023), französischer Mathematiker
- Berthelot, Sabin (1794–1880), französischer Naturforscher und Ethnologe
- Berthels, Asser (1885–1957), grönländischer Landesrat
- Berthelsen, Anders W. (* 1969), dänischer Film- und Theaterschauspieler
- Berthelsen, Anthon (1955–2023), grönländischer Künstler
- Berthelsen, Asii Kleist (* 2004), grönländische Fußballspielerin
- Berthelsen, Berit (1944–2022), norwegische Leichtathletin
- Berthelsen, Christian (1916–2015), grönländischer Lehrer, Schulinspektor, Schuldirektor, Autor, Übersetzer und Richter
- Berthelsen, Esekiel (* 1882), grönländischer Landesrat
- Berthelsen, Frederik (1750–1828), grönländischer Katechet und Missionar
- Berthelsen, Hans Egede (1918–1999), grönländischer Buchdrucker, Journalist, Lehrer, Sänger und Landesrat
- Berthelsen, Hermann (* 1956), grönländischer Politiker (Siumut) und Lehrer
- Berthelsen, Jens Peter (1854–1934), dänischer Fechter
- Berthelsen, Jess G. (* 1958), grönländischer Gewerkschafter
- Berthelsen, Jørgen (1895–1989), dänischer Jurist und kommissarischer Landsfoged in Grönland
- Berthelsen, Julie (* 1979), grönländische Sängerin, Fernsehmoderatorin und Schauspielerin
- Berthelsen, Kelly (* 1967), grönländischer Politiker, Schriftsteller, Dichter und Übersetzer
- Berthelsen, Kristian (* 1894), grönländischer Landesrat
- Berthelsen, Lars-Pele (* 1949), grönländischer Pastor, Lehrer, Kommunalpolitiker, Richter und Schriftsteller
- Berthelsen, Linnea (* 1993), dänische Schauspielerin
- Berthelsen, Malik (* 1978), grönländischer Politiker (Siumut)
- Berthelsen, Niviaq Chemnitz (* 1989), grönländische Skilangläuferin und Biathletin
- Berthelsen, Nuunu Chemnitz (* 1996), grönländische Skirennläuferin
- Berthelsen, Olga P. (* 1962), grönländische Politikerin (Inuit Ataqatigiit)
- Berthelsen, Ove Karl (* 1954), grönländischer Politiker (Inuit Ataqatigiit)
- Berthelsen, Per (* 1950), grönländischer Politiker, Rockmusiker, Lehrer und Journalist
- Berthelsen, Rasmus (1827–1901), grönländischer Dichter, Katechet, Hochschullehrer, Buchdrucker, Redakteur, Übersetzer und Komponist
- Berthelsen, Tønnes (1961–2023), grönländischer Manager und Fußballspieler
- Berthelsen, Villum (* 2006), dänischer Fußballspieler
- Berthelt, August (1813–1896), deutscher Lehrer und pädagogischer Schriftsteller
- Berther, Baseli (1858–1931), Schweizer Benediktiner
- Berther, Martina (* 1984), Schweizer Fusion- und Improvisationsmusikerin (E-Bass)
- Berthet, Christophe (* 1960), Schweizer Jazz- und Improvisationsmusiker (Saxophon, Komposition)
- Berthet, Clément (* 1997), französischer RadrennfahrerClément Berthet (* 1997)

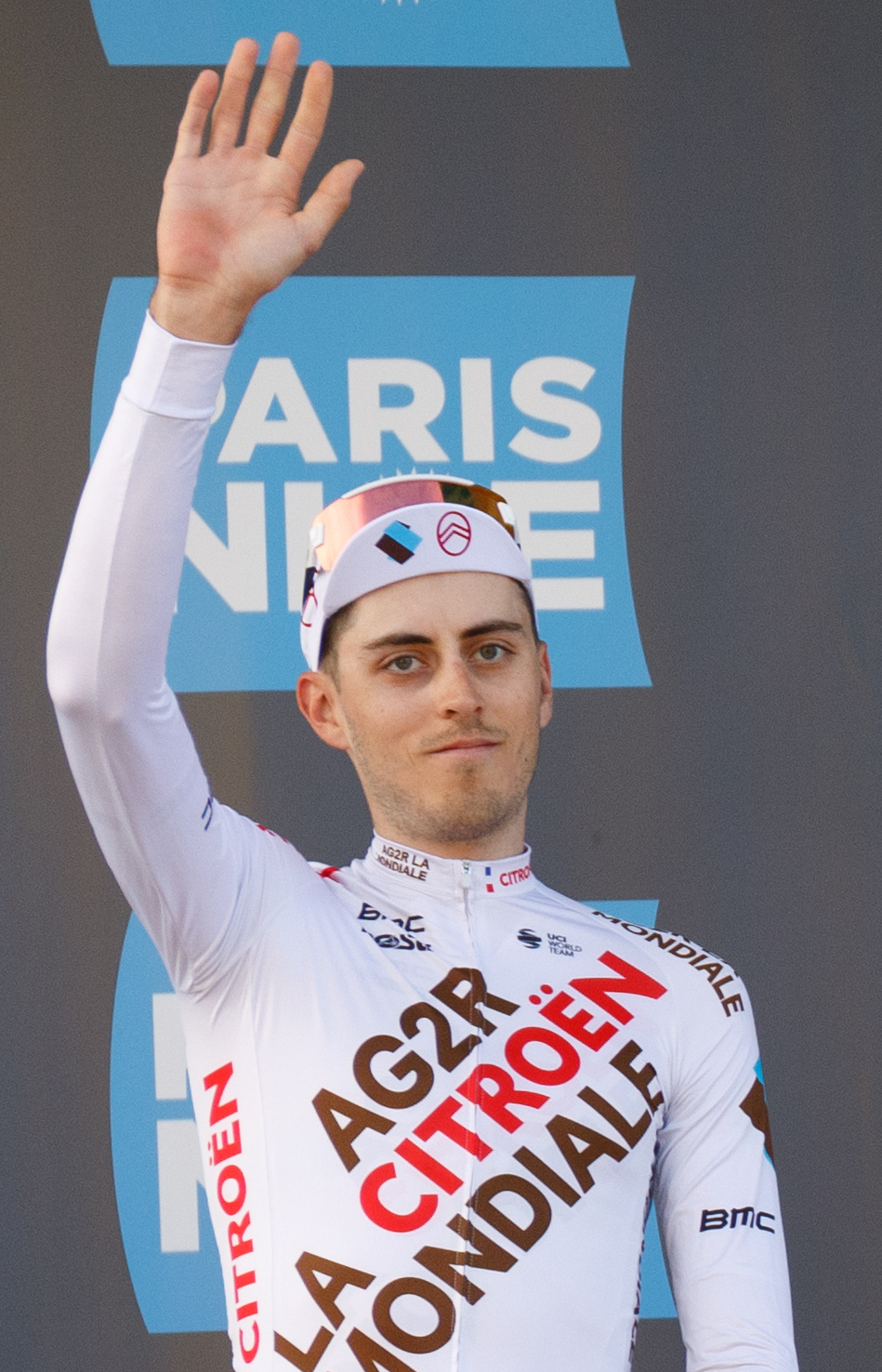
Clément Berthet (* 1997)

- Berthet, Didier (1962–2023), französischer Geistlicher und römisch-katholischer Bischof von Saint-Dié
- Berthet, Élie (1815–1891), französischer Romanschriftsteller
- Berthet, Georges (1903–1979), französischer Ruderer und Skisportler
- Berthet, Lucy (1866–1941), belgische Opernsängerin (Sopran)
- Berthet, Marcel (1888–1953), französischer Radrennfahrer
- Berthet, Philippe (* 1956), französischer Comiczeichner
- Berthézenne, Charles (1871–1942), französischer Politiker, Mitglied der Nationalversammlung

#### Berthi
- Berthier, Alexandre (1883–1918), französischer Adliger, Soldat und Kunstsammler
- Berthier, Ferdinand (1803–1886), französischer Gehörlosenpädagoge
- Berthier, Guillaume François (1704–1782), französischer Jesuit und Publizist
- Berthier, Jacques (1916–2008), französischer Schauspieler
- Berthier, Jacques (1923–1994), französischer Organist und Komponist
- Berthier, Jean-Baptiste (1840–1908), französischer Ordensgründer
- Berthier, Julien (* 1975), französischer Zeichner, Bildhauer und Installationskünstler
- Berthier, Louis-Alexandre (1753–1815), französischer General und Marschall von FrankreichLouis-Alexandre Berthier (1753–1815)

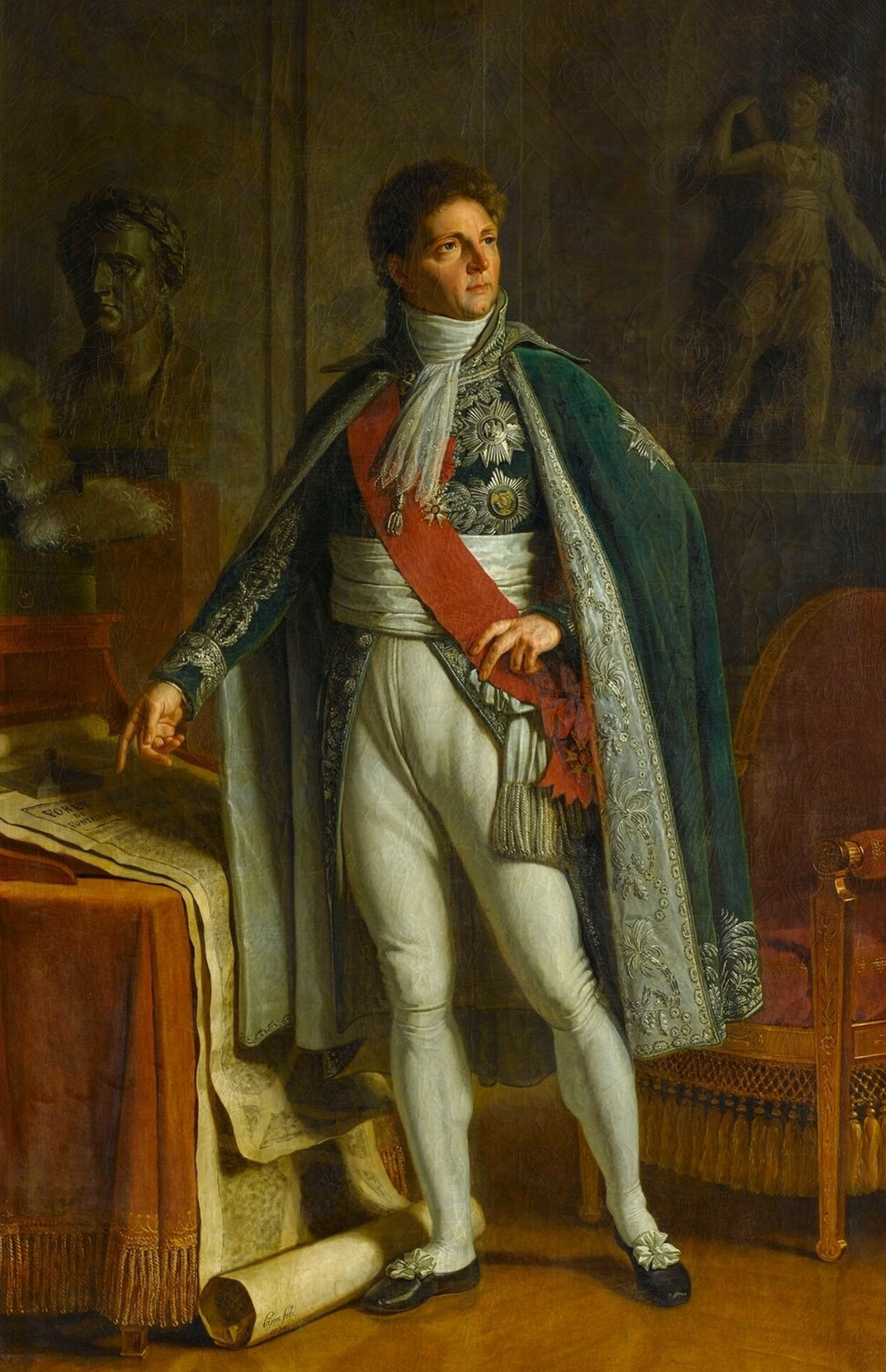
Louis-Alexandre Berthier (1753–1815)

- Berthier, Paul Marcellin (1822–1912), französischer Maler und Fotograf
- Berthier, Pierre (1782–1861), französischer Geologe und Mineraloge
- Berthieu, Jacques (1838–1896), Jesuit, Missionar und Seliger der römisch-katholischen Kirche
- Berthild († 705), merowingische Ordensschwester und erste Äbtissin der Abtei Chelles
- Berthildis, Äbtissin des Klosters Liesborn
- Berthillon, Raymond (1923–2014), französischer Eishersteller
- Berthillot, Ludovic (* 1969), französischer Schauspieler

#### Berthl
- Berthling, Johan (* 1973), schwedischer Jazz- und Improvisationsmusiker (Kontrabass, E-Bass, auch Piano)

#### Bertho
- Bertho II. von Leibolz († 1271), Fürstabt des Klosters Fulda
- Bertho III. von Mackenzell († 1300), Fürstabt des Klosters Fulda; Propst des Klosters Neuenberg; Propst des Klosters Holzkirchen
- Bertho IV. von Bimbach, Fürstabt des Klosters Fulda
- Berthod, Jérémy (* 1984), französischer Fußballspieler
- Berthod, Madeleine (* 1931), Schweizer Skirennfahrerin
- Berthod, Marc (* 1983), Schweizer Skirennfahrer
- Berthod, Pascale (* 1987), Schweizer Skirennläuferin
- Berthod, René (* 1948), Schweizer Skirennläufer
- Berthod, Sylviane (* 1977), Schweizer Skirennfahrerin
- Berthoin, Jean (1895–1979), französischer Politiker
- Berthold, Zisterzienserabt
- Berthold († 1198), Bischof von Livland
- Berthold, Bischof von Münster
- Berthold († 947), Herzog von Bayern
- Berthold († 1242), salzburgischer römisch-katholischer Geistlicher
- Berthold I. († 982), Graf im Breisgau aus dem Geschlecht der Zähringer
- Berthold I. († 1141), Abt im Kloster St. Blasien
- Berthold I. († 1078), Herzog von Kärnten, Markgraf von VeronaBerthold I. († 1078)

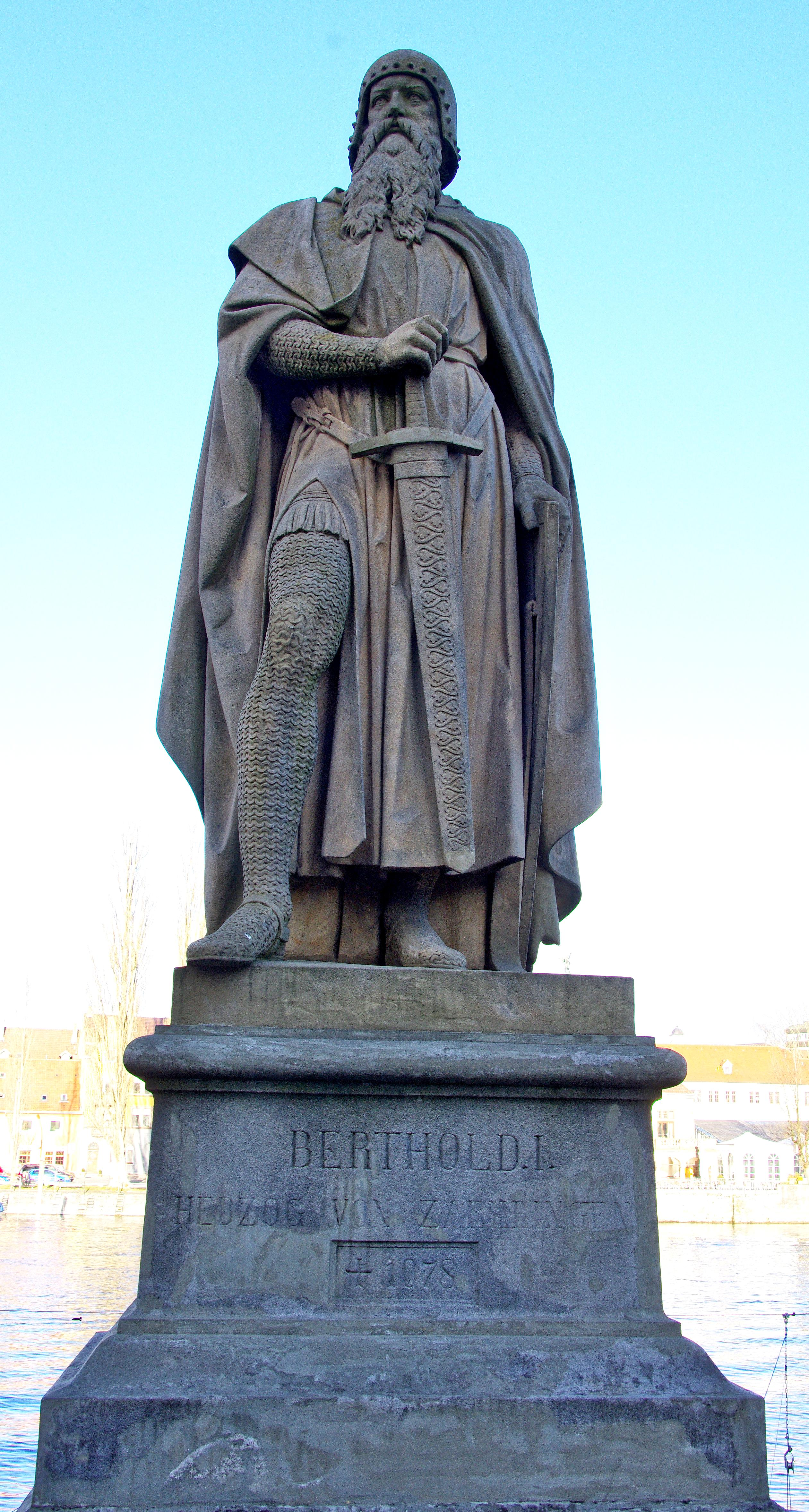
Berthold I. († 1078)

- Berthold I. († 1162), Graf von Nidda
- Berthold I., regierender Graf von Ziegenhain und Nidda zu Ziegenhain
- Berthold I. von Alvensleben († 1130), deutscher römisch-katholischer Bischof
- Berthold I. von Boblas († 1161), Bischof von Naumburg (1154–1161)
- Berthold I. von Henneberg († 1312), Bischof von Würzburg
- Berthold I. von Schwarzenburg, Graf von Schwarzenburg
- Berthold I. von Teck († 1244), Bischof von Straßburg
- Berthold II., Graf von Nidda
- Berthold II., deutscher Ritter und Teilnehmer des vierten Kreuzzuges
- Berthold II., Bischof von Naumburg
- Berthold II. († 1308), Abt im Kloster St. Blasien
- Berthold II. († 1111), Herzog von SchwabenBerthold II. († 1111)

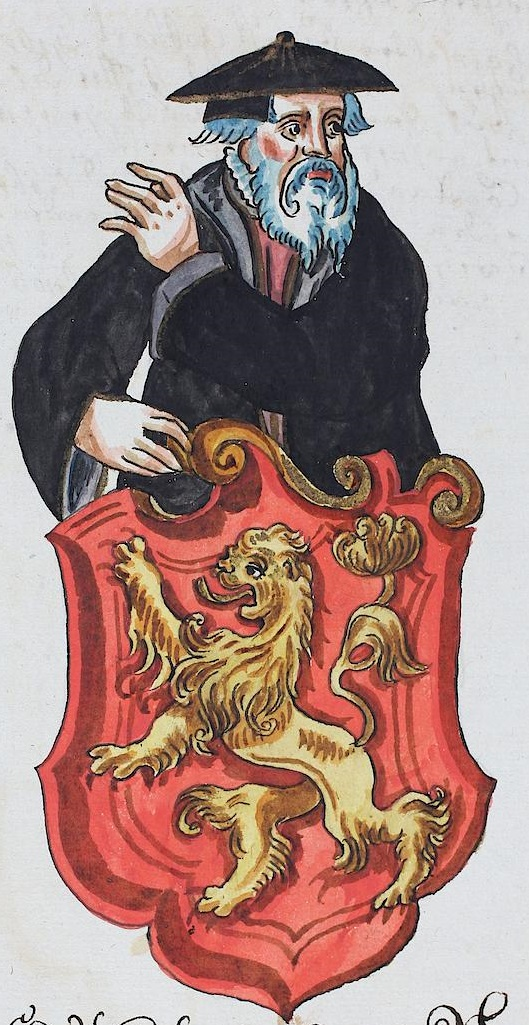
Berthold II. († 1111)

- Berthold II. († 1151), Graf von Dießen-Andechs-Plassenburg-Kulmbach und Vogt des Klosters Benediktbeuern
- Berthold II. von Admont († 1259), salzburgischer römisch-katholischer Geistlicher
- Berthold II. von Bogen († 1167), Graf von Bogen
- Berthold II. von Landsberg († 1502), Bischof von Verden und Hildesheim
- Berthold II. von Schwarzenburg bei Rötz, bayerischer Adliger
- Berthold II. von Völkershausen († 1387), Abt von Hersfeld
- Berthold III. († 1122), Herzog von Zähringen
- Berthold III. († 1188), Markgraf von Istrien-Krain
- Berthold IV. († 1204), Graf von Andechs, Herzog von Meranien und Markgraf von Istrien
- Berthold IV. († 1186), Herzog von Zähringen und Burgund
- Berthold V. († 1218), Herzog von ZähringenBerthold V. († 1218)

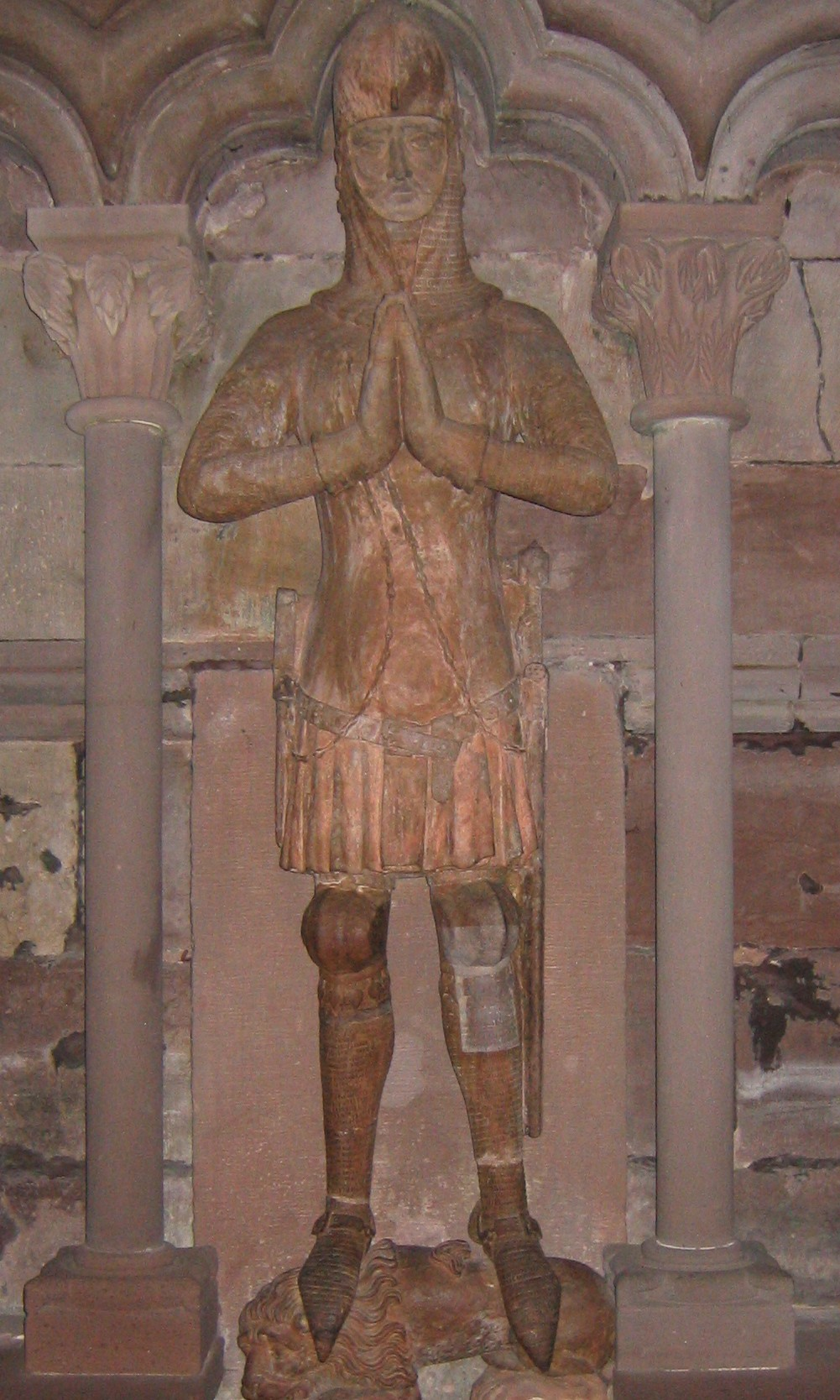
Berthold V. († 1218)

- Berthold V. († 1251), Erzbischof von Kalocsa, Patriarch von Aquileia
- Berthold VI. von Wintzingerode († 1326), katholischer Geistlicher und Diplomat
- Berthold VII. (1272–1340), Graf von Henneberg-Schleusingen (1284–1340)
- Berthold von Bussnang († 1183), Bischof von Konstanz (1174–1183)
- Berthold von Garsten († 1142), deutscher Benediktinermönch
- Berthold von Heiligenberg († 1298), Bischof von Chur
- Berthold von Helfenstein († 1233), Bischof von Chur
- Berthold von Henneberg († 1504), deutscher Geistlicher, Erzbischof von Mainz (1484–1504)
- Berthold von Herbolzheim, Autor eines nicht erhaltenen mittelalterlichen Alexanderromans
- Berthold von Hohenburg (* 1215), Markgraf von Vohburg-Hohenburg
- Berthold von Holle, deutscher Dichter
- Berthold von Kalabrien, möglicherweise Gründer der Karmeliten
- Berthold von Moosburg, Gegenerzbischof der Erzdiözese Salzburg
- Berthold von Moosburg, Philosoph der Scholastik
- Berthold von Neuenburg, Bischof von Basel
- Berthold von Neuenburg († 1220), Bischof von Lausanne (1212–1220)
- Berthold von Neuffen († 1342), Graf von Marstetten und Graisbach; Rat Kaiser Ludwigs des Bayern
- Berthold von Pfirt († 1262), Bischof von Basel
- Berthold von Pietengau († 1254), Bischof von Passau
- Berthold von Regensburg († 1272), deutscher Franziskaner und PredigerBerthold von Regensburg († 1272)

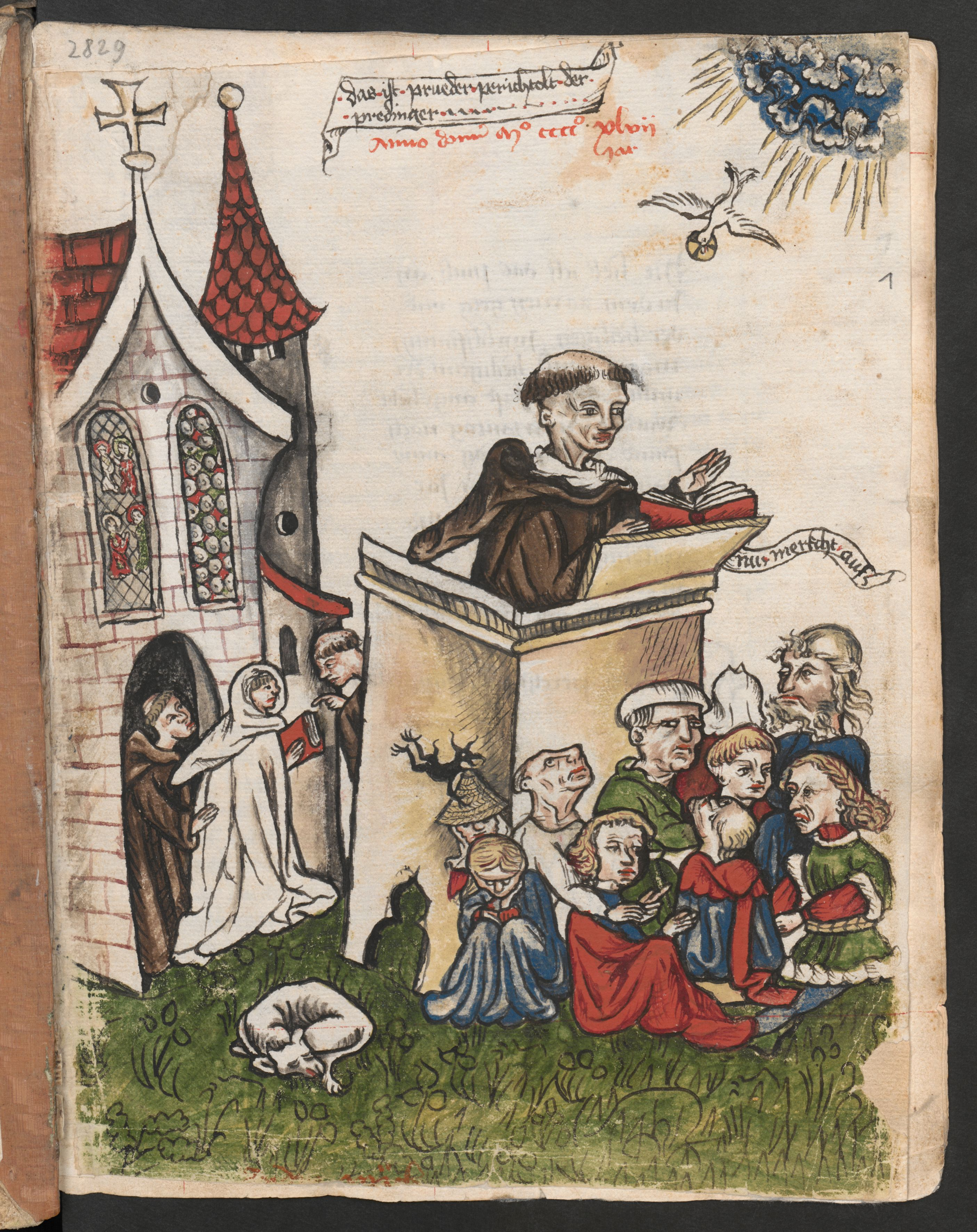
Berthold von Regensburg († 1272)

- Berthold von Reichenau († 1088), Chronist
- Berthold von Reisensburg, bayerischer Adeliger
- Berthold von Rheinfelden († 1090), Herzog von Schwaben
- Berthold von Schweinfurt († 980), Graf im Radenzgau, Graf an der unteren Naab, Graf im Volkfeld und Graf des östlichen Franken
- Berthold von Sternberg († 1287), Bischof von Würzburg
- Berthold von Urach († 1242), Abt von Tennenbach und Abt von Lützel
- Berthold von Wehingen († 1410), Bischof von Freising
- Berthold von Zeltschach, Bischof von Gurk
- Berthold von Zollern (1320–1365), Fürstbischof in Eichstätt
- Berthold von Zwiefalten, Benediktinermönch, Abt im Kloster Zwiefalten und Chronist (Zwiefalter Chroniken)
- Berthold XI. von Wintzingerode (1505–1575), Grundherr der Herrschaft Bodenstein und Offizier
- Berthold, Albert (1841–1926), deutscher Schauspieler, Theaterdirektor
- Berthold, Anke, deutsche Filmeditorin
- Berthold, Arno, deutscher Lyriker
- Berthold, Arno (1908–1984), deutscher antifaschistischer Widerstandskämpfer und Politiker (SED), Generalmajor der Volkspolizei in der DDR
- Berthold, Arnold Adolf (1803–1861), deutscher Physiologe, Zoologe und Hochschullehrer
- Berthold, Barbara Metselaar (1951–2024), deutsche Fotografin
- Berthold, Birgit (* 1959), deutsche Schauspielerin
- Berthold, Carl (1818–1884), württembergischer Musiker, Feuerwerker und Fotograf
- Berthold, Dorothee (* 1954), deutsche Politikerin (Bündnis 90/Die Grünen), MdL
- Berthold, Elena (* 1993), deutsche Theater- und Filmschauspielerin, Synchronsprecherin und Hörspielsprecherin
- Berthold, Eva (* 1937), deutsche Schauspielerin, Hörspiel- und Synchronsprecherin, Autorin und Dokumentarfilmerin
- Berthold, Felix (1859–1909), deutscher Stabs- und Garnisonarzt, Unternehmer und Beteiligter bei der Öffnung des Leibniz-Grabes
- Berthold, Frederic (* 1991), österreichischer Skirennläufer
- Berthold, Fritz Josef (1909–1981), deutscher Rechtsanwalt
- Berthold, Gerhard (1891–1942), deutscher Generalleutnant im Zweiten Weltkrieg
- Berthold, Gottfried (1854–1937), deutscher Botaniker und Pflanzenphysiologe
- Berthold, Gotthelf Leberecht (1796–1851), deutscher Opernsänger (Bassbuffo), Theaterschauspieler und Komiker
- Berthold, Gustav Adolph (1819–1894), deutscher Schriftsteller und Maler
- Berthold, Hans Joachim (1923–2022), deutscher Chemiker, Mineraloge, Lehrbeauftragter, Sachbuchautor und Alpinist
- Berthold, Heinrich (1856–1935), deutscher Politiker (SPD) und ehemaliger Abgeordneter der 2. Kammer der Landstände des Großherzogtums Hessen und Reichstagsabgeordneter
- Berthold, Heinz (1927–2017), deutscher Religionshistoriker und Herausgeber
- Berthold, Helene (1855–1925), deutsche Schriftstellerin
- Berthold, Helmut (1911–2000), deutscher Feldhandballspieler
- Berthold, Hermann (1831–1904), deutscher Unternehmer und Erfinder
- Berthold, Hermine (1896–1990), deutsche Politikerin (SPD), MdBB
- Berthold, Horst (1913–1985), deutscher Ingenieur und Hochschullehrer
- Berthold, Jens (1964–1994), deutscher Theaterschauspieler
- Berthold, Jens (* 1969), deutscher Mittelalterarchäologe
- Berthold, Joachim (1917–1990), deutscher Bildhauer
- Berthold, Joaquín (* 1980), argentinischer Schauspieler
- Berthold, Johannes (1898–1987), deutscher Maler, Grafiker und Bildhauer
- Berthold, Johannes (1954–2024), deutscher evangelischer Pfarrer und Theologe
- Berthold, Jonathan Christoph (1787–1864), deutscher Arzt und Homöopath
- Berthold, Josef (1895–1986), deutscher Politiker (SPD), MdL
- Berthold, Julius (1845–1934), deutscher Maschinenfabrikant
- Berthold, Karl (1889–1975), deutscher Goldschmied und Funktionär im Dritten Reich
- Berthold, Klaus Jürgen (* 1948), deutscher Schriftsteller und Gymnasiallehrer
- Berthold, Kurt (1902–1977), deutscher Fechtmeister
- Berthold, Leon (* 2000), Schweizer Hindernisläufer
- Berthold, Leopold (* 1967), österreichischer Politiker (SPÖ), Landtagsabgeordneter
- Berthold, Lothar (1926–2007), deutscher Historiker und SED-Funktionär
- Berthold, Luise (1891–1983), deutsche Germanistin
- Berthold, Martina (* 1970), österreichische Politikerin (GRÜNE)
- Berthold, Mathias (* 1965), österreichischer Skirennläufer und Trainer
- Berthold, Melchior (1638–1698), Bürgermeister, Bergmeister
- Berthold, Michael (1882–1956), österreichischer Politiker
- Berthold, Norbert (* 1952), deutscher Ökonom
- Berthold, Paul (1855–1917), preußischer Landrat und Sozialpolitiker
- Berthold, Peter (* 1939), deutscher Biologe, Ethologe und ZoologePeter Berthold (* 1939)

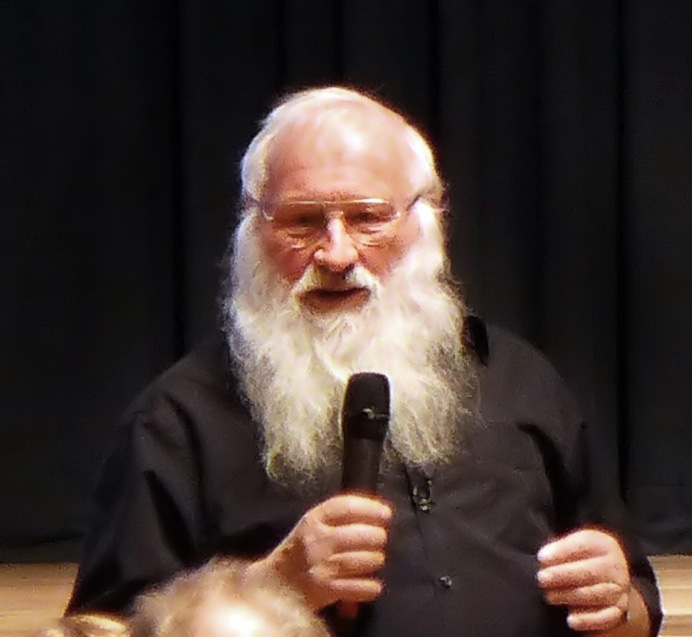
Peter Berthold (* 1939)

- Berthold, Richard (1927–2007), deutscher Manager, Finanzvorstand bei der Audi AG (1984–1988)
- Berthold, Rolf (1938–2018), deutscher Politiker (SED), Botschafter der DDR in der Volksrepublik China und in Vietnam
- Berthold, Rudolf (1891–1920), deutscher Jagdflieger im Ersten Weltkrieg
- Berthold, Rudolf (1898–1960), deutscher Ingenieur, Professor und Unternehmensgründer
- Berthold, Rudolf (1903–1976), deutscher Fußballnationalspieler
- Berthold, Rudolf (1922–2010), deutscher Historiker
- Berthold, Theodor (1815–1882), deutscher Organist
- Berthold, Theodor (1841–1909), deutscher Schriftsteller
- Berthold, Thomas (* 1964), deutscher FußballspielerThomas Berthold (* 1964)

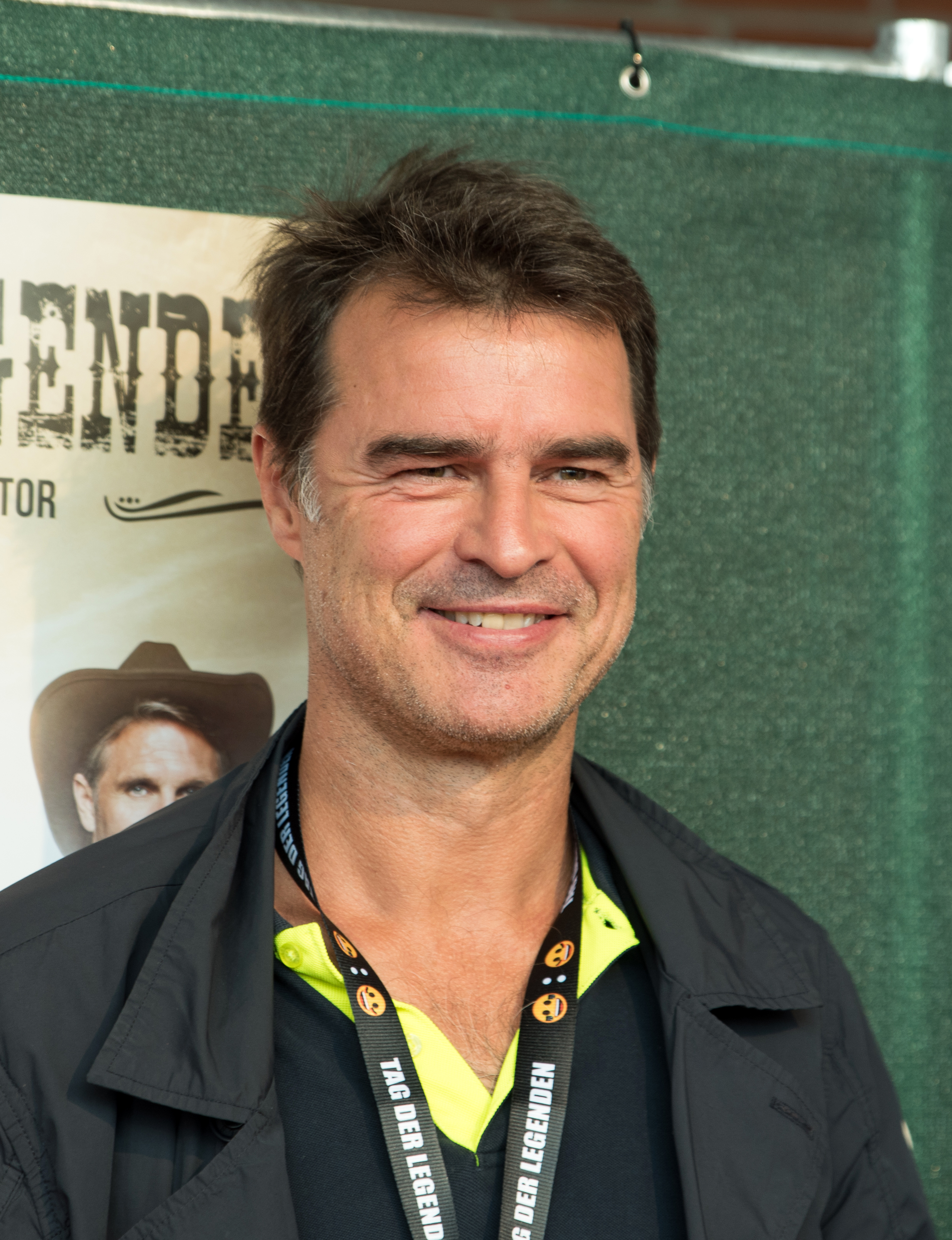
Thomas Berthold (* 1964)

- Berthold, Vanessa (* 1988), deutsche Schauspielerin
- Berthold, Volker (* 1935), deutscher Ausstellungsgestalter und Architekt
- Berthold, Werner (1921–2017), deutscher Bibliothekar und Germanist
- Berthold, Werner (1923–2017), deutscher Historiker
- Berthold, Wilhelm (1881–1969), deutscher Schauspieler, Regisseur und Theaterdirektor
- Berthold, Will (1924–2000), deutscher Schriftsteller und Sachbuchautor
- Berthold-Meister, mittelalterlicher Buchmaler
- Bertholdes-Sandrock, Karin (* 1952), deutsche Politikerin (CDU), MdL
- Bertholdt, Dieter (1935–2023), deutscher Schachspieler
- Bertholdt, Jochen (1936–2020), deutscher Grafiker
- Bertholdt, Jörg (* 1964), deutscher Volleyballspieler
- Bertholdt, Leonhard Johann (1774–1822), deutscher evangelischer Theologe und Hochschullehrer
- Bertholdt, Marie (* 1995), US-amerikanisch-deutsche Basketballspielerin
- Bertholet, Alfred (1868–1951), Schweizer reformierter Theologe
- Bertholet, Denis (* 1952), Schweizer Autor und Dozent
- Bertholet, François (1814–1862), Schweizer evangelischer Geistlicher
- Bertholet, Hanna (1901–1970), deutsche Verlegerin
- Bertholet, Raymond (1909–1979), Schweizer Politiker (SP) und Gewerkschafter
- Bertholin, Jean-Marie (* 1936), französischer Objektkünstler
- Bertholle, Jean (1909–1996), französischer Maler
- Berthollet, Claude-Louis (1748–1822), französischer Chemiker und ArztClaude-Louis Berthollet (1748–1822)

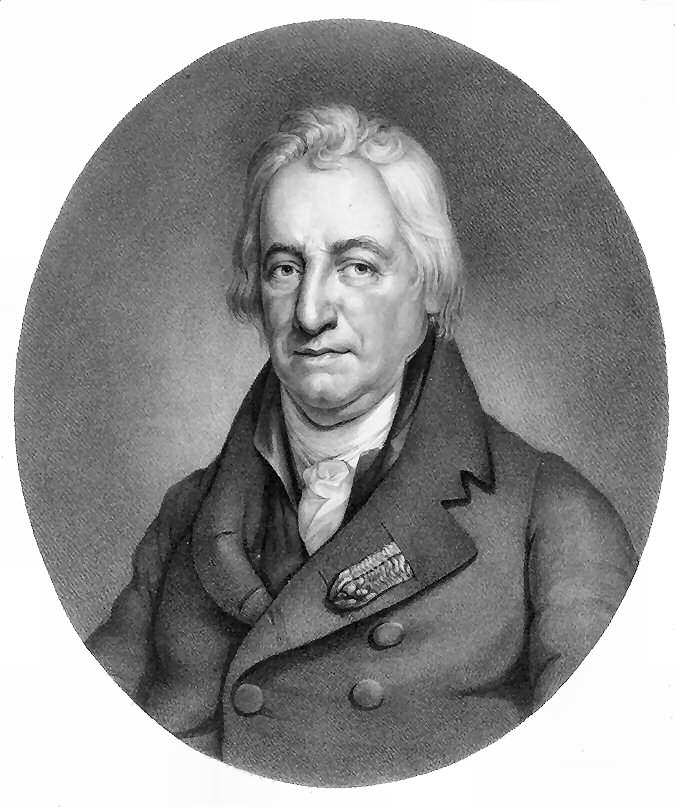
Claude-Louis Berthollet (1748–1822)

- Berthomier, Jason (* 1990), französischer Fußballspieler
- Berthomieu, André (1903–1960), französischer Filmregisseur und Drehbuchautor
- Berthomieu, Marc (1906–1991), französischer Komponist
- Berthon, Éric (* 1961), französischer Freestyle-Skisportler
- Berthon, Laurie (* 1991), französische Bahnradsportlerin
- Berthon, Nathanaël (* 1989), französischer Automobilrennfahrer
- Berthon, Paul (1872–1934), französischer Maler, Lithograph, Plakatkünstler und Designer des Jugendstils
- Berthonneau, Christophe (* 1963), Regisseur, Szenograph und Produzent
- Berthonnet, Jean-Charles (* 1957), französischer Diplomat
- Berthou, Éric (* 1980), französischer Radrennfahrer
- Berthou, Erwan (1861–1933), französischer Dichter, Schriftsteller und französisch- und bretonischsprachiger neodruidischer Barde
- Berthoud, Alexandre (* 1977), Schweizer Politiker
- Berthoud, Alfred Jacques Henri (1802–1887), Schweizer Kaufmann, Plantagenbesitzer und Sklavenhalter
- Berthoud, Auguste-Henri (1829–1887), Schweizer Landschaftsmaler
- Berthoud, Blanche (1864–1938), Schweizer Porträt- und Landschaftsmalerin
- Berthoud, Denise (1916–2005), Schweizer Juristin
- Berthoud, Dorette (1888–1975), Schweizer Schriftstellerin französischer Sprache
- Berthoud, Eric (1900–1989), britischer Industrieller und Diplomat
- Berthoud, Ferdinand (1727–1807), Schweizer Uhrmacher
- Berthoud, Gabrielle (1907–1987), Schweizer Historikerin
- Berthoud, Henri (* 1855), Schweizer evangelischer Geistlicher und Sprachwissenschaftler
- Berthoud, Jean, Schweizer Bankier
- Berthoud, Jean-Édouard (1846–1916), Schweizer Politiker (FDP)
- Berthoud, Paul (1847–1930), Schweizer Missionar
- Berthoud, Samuel-Henri (1804–1891), französischer Schriftsteller und Kulturhistoriker
- Berthoumieux, Marc (* 1960), französischer Akkordeonist und Komponist

#### Berthu
- Berthun, Herrscher in Sussex

### Berti
- Berti Alves, Fernanda (* 1985), brasilianische Volleyball- und Beachvolleyballspielerin
- Berti, Adam (* 1986), kanadischer Eishockeyspieler
- Berti, Aldo (1936–2010), italienischer Schauspieler
- Berti, Antonio (1882–1956), italienischer Arzt, Bergsteiger und Autor
- Berti, Antonio (1904–1990), italienischer Bildhauer
- Berti, Domenico (1820–1897), italienischer Philosoph, Schriftsteller und Staatsmann
- Berti, Eduardo (* 1964), argentinischer Schriftsteller, Übersetzer, Musikjournalist und Drehbuchautor
- Berti, Enrico (1935–2022), italienischer Philosoph und Philosophiehistoriker
- Berti, Gian Luigi (1930–2014), san-marinesischer Politiker
- Berti, Gian Marco (* 1982), san-marinesischer Sportschütze
- Berti, Gian Nicola (* 1960), san-marinesischer Politiker und Sportschütze
- Berti, Giovanni Pietro († 1638), venezianischer Komponist, Organist und Sänger des Barock
- Berti, Günter (* 1955), deutscher Fußballspieler
- Berti, Joel (* 1971), US-amerikanischer Schauspieler
- Berti, Justin (* 1978), US-amerikanischer Schauspieler, Synchronsprecher, Tänzer und Model
- Berti, László (1875–1952), ungarischer Fechter
- Berti, Maria Luisa (* 1971), san-marinesische Politikerin, Regierungschefin von San Marino
- Berti, Marina (1924–2002), italienische Schauspielerin
- Berti, Mario (* 1881), italienischer Generalleutnant
- Berti, Nicola (* 1967), italienischer Fußballspieler
- Berti, Orietta (* 1943), italienische Sängerin und FernsehpersönlichkeitOrietta Berti (* 1943)

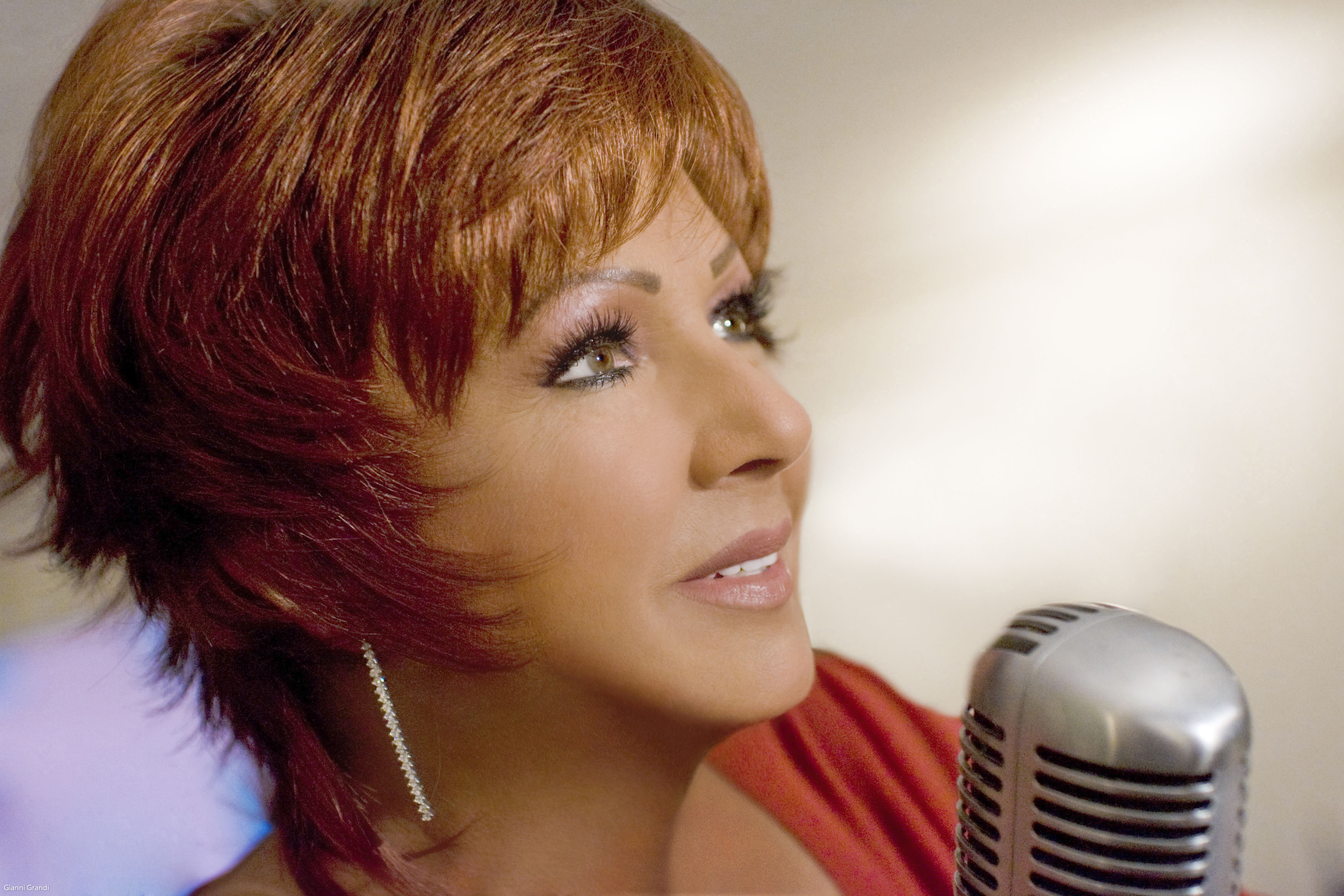
Orietta Berti (* 1943)

- Berti, Pietro (* 1967), san-marinesischer Politiker, Capitano Reggente
- Berti, Sergio (* 1969), argentinischer Fußballspieler
- Berti, Stephen (1956–2015), Schweizer Jurist
- Berti, Tommaso, italienischer Opernsänger (Tenor)
- Berti, Vinicio (1921–1991), italienischer Maler, Illustrator, Karikaturist und Comiczeichner
- Bertiaux, Michael Paul (* 1935), US-amerikanischer Okkultist, Mystiker, Maler und Geistlicher
- Bertie, Albemarle (1755–1824), britischer Admiral
- Bertie, Andrew (1929–2008), britischer Adliger, Großmeister des Malteserordens
- Bertie, Carlos (* 1995), Fußballspieler von St. Kitts und Nevis
- Bertie, Francis, 1. Viscount Bertie of Thame (1844–1919), britischer Diplomat
- Bertie, Montagu, 7. Earl of Abingdon (1836–1928), britischer Adliger
- Bertie, Peregrine, 13. Baron Willoughby de Eresby (1555–1601), englischer Adliger, Diplomat und Militär
- Bertie, Richard, 14. Earl of Lindsey (* 1931), britischer Adliger und Politiker
- Bertie, Robert, 1. Duke of Ancaster and Kesteven (1660–1723), britischer Peer und Politiker
- Bertier, Gerry (1953–1981), US-amerikanischer High-School-Footballspieler
- Bertier, Louis Eugène (* 1809), französischer Porträt- und Genremaler
- Bertieri, Giuseppe (1734–1804), italienischer Theologie, Publizist und Bischof von Como und Pavia
- Bertil von Schweden (1912–1997), schwedischer PrinzBertil von Schweden (1912–1997)

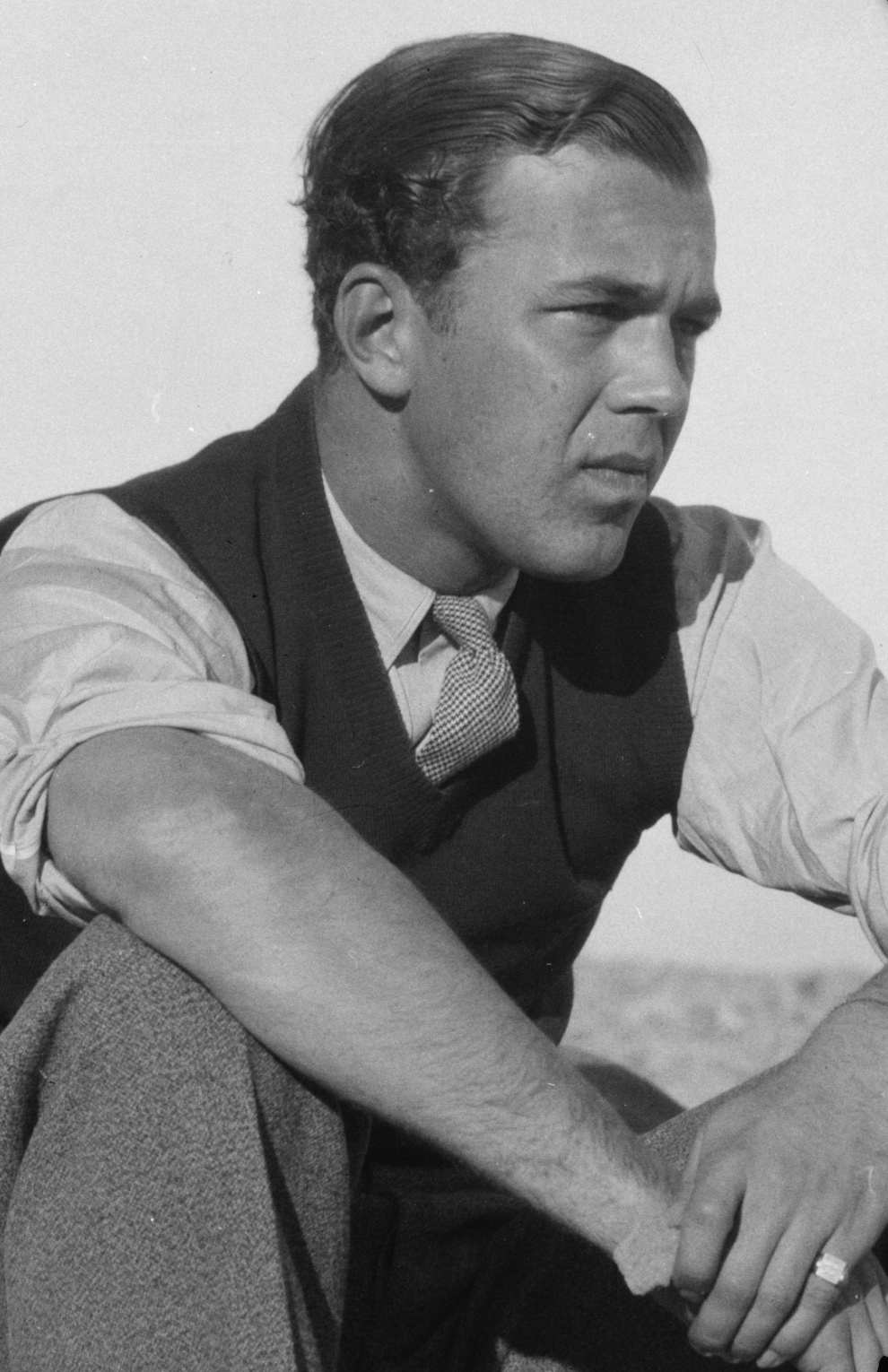
Bertil von Schweden (1912–1997)

- Bertillon, Alphonse (1853–1914), französischer Kriminalist und AnthropologeAlphonse Bertillon (1853–1914)

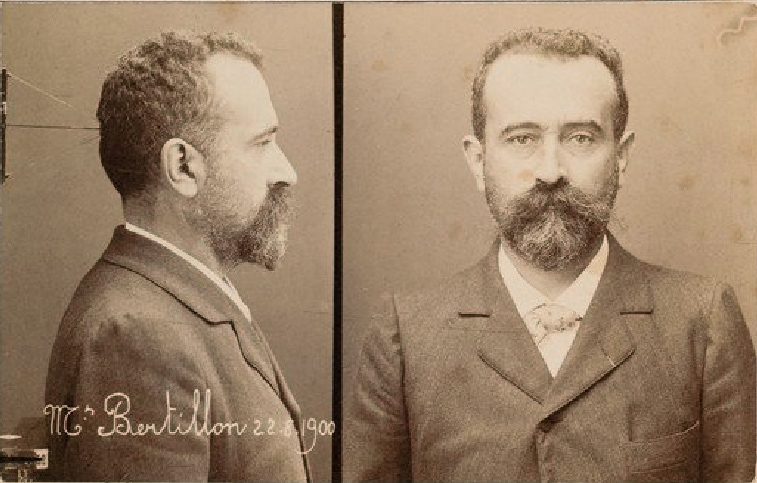
Alphonse Bertillon (1853–1914)

- Bertillon, Jacques (1851–1922), französischer Statistiker und Demograph
- Bertillon, Louis-Adolphe (1821–1883), französischer Mediziner, Anthropologe, Statistiker und Demograph
- Bertilsson, Carl (1889–1968), schwedischer Turner
- Bertilsson, Christian (* 1991), schwedischer Mountainbike- und Straßenradrennfahrer
- Bertilsson, Henrik (* 1969), schwedischer Fußballspieler
- Bertilsson, Johan (* 1988), schwedischer Fußballspieler
- Bertilsson, Per (1892–1972), schwedischer Turner
- Bertilsson, Simon (* 1991), schwedischer Eishockeyspieler
- Bertimon, Léone (* 1950), französische Kugelstoßerin
- Bertin, André (1912–1994), französischer Radrennfahrer
- Bertin, Antoine (1752–1790), französischer Dichter
- Bertin, Charles (1919–2002), belgischer Jurist, Gewerkschaftsfunktionär und Schriftsteller
- Bertin, Charles-Émile (1871–1959), französischer Militärattaché
- Bertin, Eddy C. (1944–2018), belgischer Autor von Science-Fiction-, Horror- und Jugendliteratur
- Bertin, Françoise (1925–2014), französische Schauspielerin
- Bertin, Giorgio (* 1946), italienischer Ordensgeistlicher, emeritierter römisch-katholischer Bischof von Dschibuti
- Bertin, Henri-Léonard (1720–1792), französischer Finanzminister
- Bertin, Jacques (1918–2010), französischer Kartograph
- Bertin, Jean (1917–1975), französischer Ingenieur und Aeronautiker
- Bertin, Jean-Victor (1767–1842), französischer Maler
- Bertin, Louis-Émile (1840–1924), französischer Wissenschaftler, Schiffbauingenieur und Erfinder
- Bertin, Louis-François (1766–1841), französischer Journalist und politischer Autor
- Bertin, Louise (1805–1877), französische Komponistin und Dichterin
- Bertin, Nicolas (1667–1736), französischer Maler, Grafiker und Innenarchitekt
- Bertin, Pierre Auguste (1818–1884), französischer Physiker
- Bertin, Rose (1747–1813), französische Schneiderin und Hutmacherin
- Bertina, Martha (1897–1992), deutsche Illustratorin und Karikaturistin
- Bertinazzi, Carlo Antonio (1710–1783), Schauspieler der Commedia dell'arte
- Bertinelli, Valerie (* 1960), US-amerikanische Schauspielerin italienischer HerkunftValerie Bertinelli (* 1960)

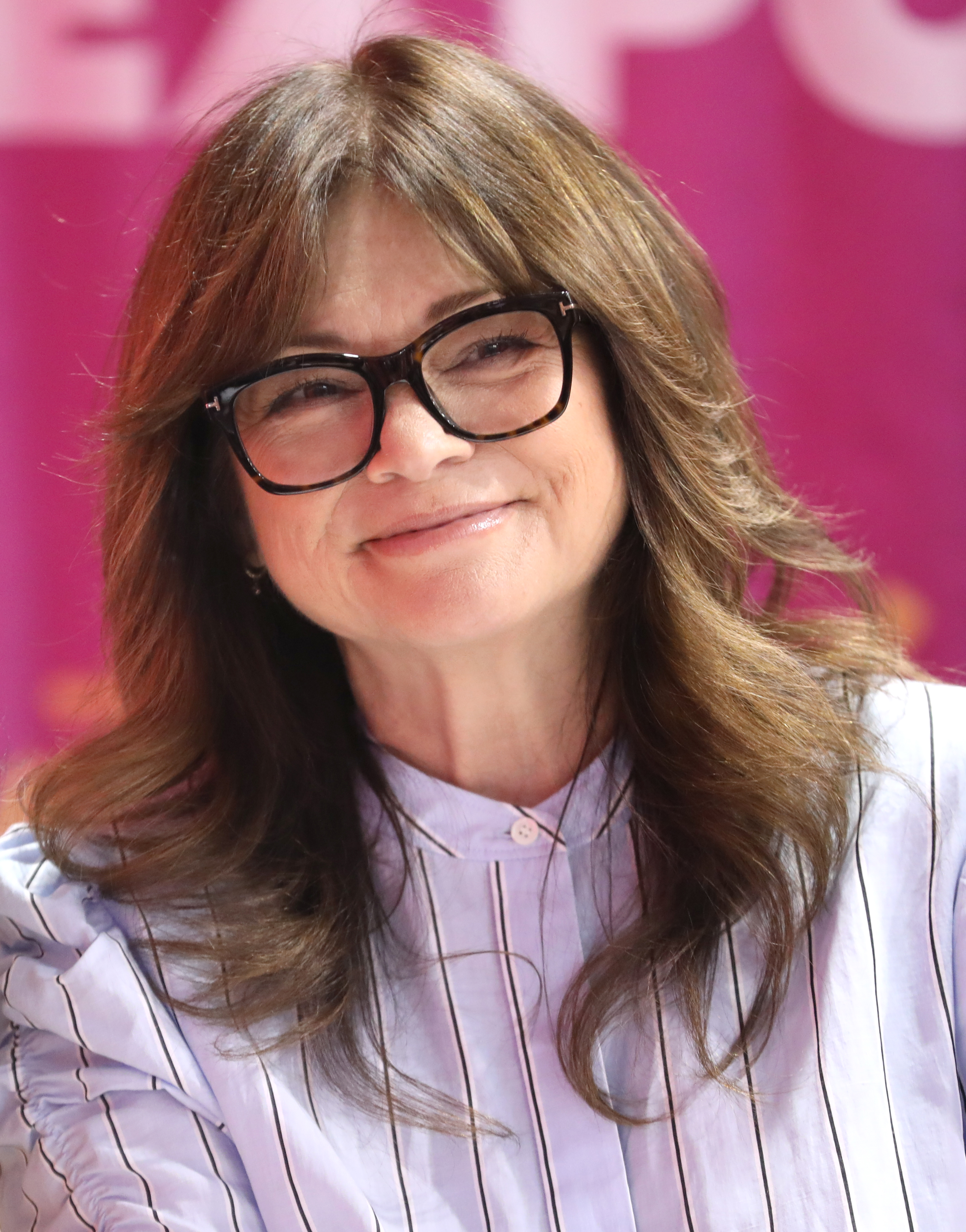
Valerie Bertinelli (* 1960)

- Bertinelli, Virginio (1901–1973), italienischer Politiker (PSDI), Abgeordneter, Senator und Minister
- Bertinetti, Franco (1923–1995), italienischer Degenfechter
- Bertinetti, Marcello (1885–1967), italienischer Fechter Sowie Fußballspieler und -schiedsrichter
- Berting, Gerhard (1900–1963), deutscher Jurist und Verwaltungsbeamter
- Bertini, Catherine (* 1950), US-amerikanische Regierungsbeamtin und Hochschullehrerin, Exekutivdirektorin des Welternährungsprogramms der Vereinten Nationen
- Bertini, Chiara (* 2001), Schweizer Unihockeyspielerin
- Bertini, Domenico (1829–1890), italienischer Komponist und Musikschriftsteller
- Bertini, Eugenio (1846–1933), italienischer Mathematiker
- Bertini, Francesca (1892–1985), italienische Filmschauspielerin
- Bertini, Gary (1927–2005), israelischer Dirigent und Komponist
- Bertini, Giovanni Maria (1900–1995), italienischer Kleriker, Romanist und Hispanist
- Bertini, Giuseppe (1825–1898), italienischer Maler
- Bertini, Henri (1798–1876), französischer Komponist
- Bertini, Ivano (1940–2012), italienischer Chemiker
- Bertini, Lorenzo (* 1976), italienischer Ruderer
- Bertini, Mario (* 1944), italienischer Fußballspieler
- Bertini, Romeo (1893–1973), italienischer Leichtathlet
- Bertini, Silvano (1940–2021), italienischer Boxer
- Bertino, Elisa, US-amerikanische Informatikerin und Hochschullehrerin
- Bertino, Joseph R. (1930–2021), US-amerikanischer Onkologe
- Bertinoro, Obadja, italienischer Talmudist
- Bertinotti, Dominique (* 1954), französische Politikerin (PS), Mitglied der Nationalversammlung und Historikerin
- Bertinotti, Fausto (* 1940), italienischer Politiker (Kommunist), MdEP
- Bertish, Suzanne (* 1951), britische Schauspielerin
- Bertizzolo, Sofia (* 1997), italienische Radsportlerin

### Bertk
- Bertkau, Philipp (1849–1894), deutscher Zoologe
- Bertko, Gerd (1955–2009), deutscher Eiskunstlaufsportfunktionär
- Bertko, Kathleen (* 1983), US-amerikanische Ruderin

### Bertl
- Bertl, Christoph (* 1981), österreichischer Sänger
- Bertl, Hans-Werner (* 1944), deutscher Politiker (SPD), MdB
- Bertl, Horst (1947–2022), deutscher Fußballspieler
- Bertl, Michael (* 1963), deutscher Kameramann
- Bertl, Otto (1904–1978), deutscher Maler und Grafiker
- Bertle, Anton (1861–1929), deutscher Pfarrer der römisch-katholischen Kirche und Heimatforscher
- Bertle, Hannes (1910–1978), deutscher Maler und Restaurator
- Bertle, Hans (1880–1943), österreichischer Maler
- Bertler, Nancy, deutsche Antarktisforscherin
- Bertling Biaggini, Claudia (* 1960), deutsche Kunsthistorikerin
- Bertling, Anthonij Ewoud Jan (1860–1945), niederländischer Beamter und Politiker, Finanzminister
- Bertling, Carl (1835–1918), deutscher Historienmaler, Porträtmaler und Genremaler der Düsseldorfer Schule
- Bertling, Ernst August (1721–1769), deutscher Theologe
- Bertling, Friedrich Heinrich (1842–1914), deutscher Kaufmann, Politiker und Senator der Hansestadt Lübeck
- Bertling, Karin (* 1937), schwedische Schauspielerin
- Bertling, Karl Oscar (1875–1952), deutscher Philologe und Amerikanist
- Bertling, Matthias (* 1987), deutscher Radrennfahrer
- Bertling, Max (1877–1960), deutscher Politiker (DNVP, NSDAP)
- Bertling, Simon (* 1973), deutscher Regisseur und Komponist
- Bertling, Wilhelm Heinrich (1811–1885), deutscher Politiker, MdL (Königreich Sachsen)
- Bertling, Wilhelmine (1925–2003), deutsche Lokalpolitikerin in Duisburg (SPD)
- Bertlmann, Reinhold (* 1945), österreichischer Physiker und ProfessorReinhold Bertlmann (* 1945)

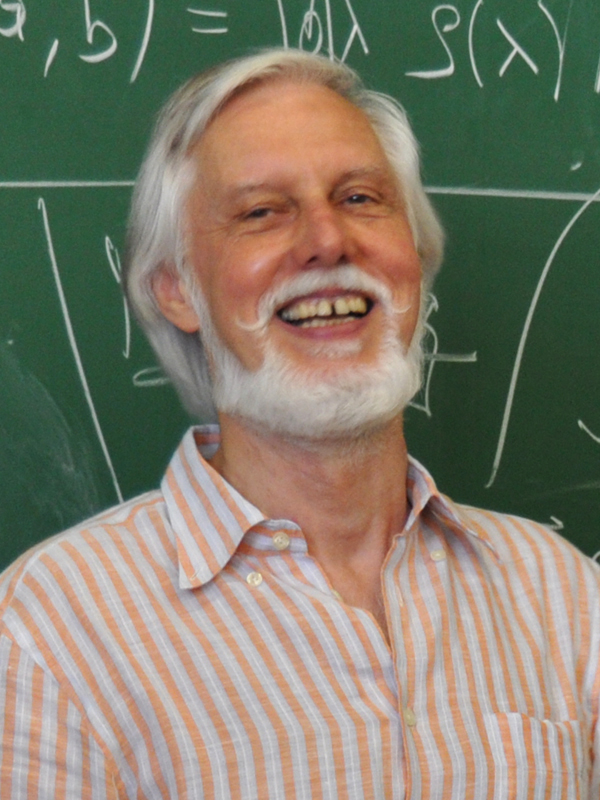
Reinhold Bertlmann (* 1945)

- Bertlmann, Renate (* 1943), österreichische bildende Künstlerin
- Bertlová, Ludmila (1914–1961), tschechische Konzertviolinistin
- Bertlwieser, Fritz (* 1952), österreichischer Geograph, Agrarwissenschaftler, Theologe, Pädagoge, Heimatforscher, Buchautor und Hochschullehrer

### Bertm
- Bertmaring, Carmen (* 1976), deutsche Leichtathletin

### Berto
- Berto, Al (1948–1997), portugiesischer Dichter
- Berto, Andre (* 1983), haitianisch-US-amerikanischer Boxer
- Berto, Augusto (1889–1953), argentinischer Bandoneonist, Tangokomponist und Bandleader
- Berto, Giuseppe (1914–1978), italienischer Schriftsteller
- Berto, Juliet (1947–1990), französische Schauspielerin, Filmregisseurin und Drehbuchautorin
- Berto, Nazzareno (* 1957), italienischer Radrennfahrer
- Berto, Stephanie (* 1953), kanadische Sprinterin
- Bertoald († 604), Hausmeier des Teilkönigreichs Burgund von etwa 600 bis Weihnachten 604.
- Bertog, Gustav (1825–1888), deutscher Guts- und Fabrikbesitzer und Parlamentarier
- Bertogliati, Rubens (* 1979), Schweizer Radrennfahrer
- Bertoglio, Facundo (* 1990), argentinischer Fußballspieler
- Bertoglio, Fausto (* 1949), italienischer Radrennfahrer
- Bertoia, Don (* 1940), kanadischer Mittelstreckenläufer
- Bertoia, Harry (1915–1978), italoamerikanischer Künstler, Tonkunst-Bildhauer und Möbeldesigner
- Bertoin, Jean (* 1961), französischer Mathematiker
- Bertók, Liana (* 1959), deutsche Pianistin und Komponistin rumänischer Abstammung
- Bertok, Mario (1929–2008), jugoslawischer Schachspieler
- Bertola, Antonio (1924–1967), italienisch-argentinischer Radrennfahrer
- Bertola, Ignazio (1676–1755), piemontesischer Festungsbaumeister
- Bertola, Jean (1922–1989), französischer Pianist, Chansonnier und Arrangeur
- Bértola, Julián (* 1895), chilenischer Fußballspieler
- Bertola, Rémy (* 1998), Schweizer Tennisspieler
- Bertolacci, Amos, italienischer Philosophiehistoriker
- Bertolacci, Andrea (* 1991), italienischer Fußballspieler
- Bertolacci, Lauren (* 1985), australische Volleyballspielerin
- Bertolasi, Sara (* 1988), italienische Ruderin
- Bertolaso, Marco (* 1964), deutscher leitender Nachrichtenredakteur, Hörfunkjournalist
- Bertolazzi, Alessandro (* 1958), italienischer Maskenbildner
- Bertold von Büren († 1390), Domherr in Münster
- Bertold von Neifen († 1224), Bischof von Brixen
- Bertold von Waldsee († 1216), Abt des Klosters Einsiedeln
- Bertoldi, Aldo (* 1961), Schweizer Geher
- Bertoldi, Lionello (1928–2022), italienischer Politiker (KPI), Senator und ANPI-Funktionär
- Bertoldi, Piergiorgio (* 1963), italienischer Geistlicher, römisch-katholischer Erzbischof und Diplomat des Heiligen Stuhls
- Bertoldi, Vittorio (1888–1953), italienischer Romanist und Linguist
- Bertoldinck, Dietrich, Domherr in Münster
- Bertoldo di Giovanni († 1491), italienischer Bildhauer (Florenz)
- Bertoldo, Arduino (1932–2012), italienischer Geistlicher, römisch-katholischer Bischof
- Bertoldo, Fellipe (* 1991), brasilianisch-osttimoresischer Fußballspieler
- Bertoldo, Jessica (* 1992), italienische Tennisspielerin
- Bertolè Viale, Ettore (1829–1892), italienischer Generalleutnant und Politiker
- Bertoletti, Andrea († 1596), Architekt und Hofbaumeister
- Bertoletti, Augustin (1775–1846), französischer Brigadegeneral
- Bertolf von Trier († 883), Erzbischof von Trier (869–883)
- Bertolf, Hans (1907–1976), Schweizer Fotograf und Pressefotograf
- Bertolf, Heinrich, deutscher Bürgermeister der Freien Reichsstadt Aachen
- Bertolf, Johann, deutscher Schöffe und Bürgermeister der Freien Reichsstadt Aachen
- Bertolf, Johann († 1510), deutscher Schöffe und Bürgermeister der Freien Reichsstadt Aachen
- Bertolf, Martin († 1442), deutscher Schöffe und Bürgermeister der Freien Reichsstadt Aachen
- Bertoli, Paolo (1908–2001), italienischer Kurienkardinal der römisch-katholischen Kirche
- Bertoli, Vitale Bonifacio (1898–1967), italienischer Ordensgeistlicher und römisch-katholischer Apostolischer Vikar von Tripolis
- Bertolin, Silvano (* 1938), italienischer Restaurator
- Bertolina, Mirco (* 1991), italienischer Skilangläufer
- Bertolini, Alessandro (* 1971), italienischer Radrennfahrer
- Bertolini, Andrea (* 1973), italienischer Automobilrennfahrer
- Bertolini, Dante (1911–1998), Schweizer Esperantist und Schriftsteller
- Bertolini, Denis (* 1977), italienischer Radrennfahrer
- Bertolini, Gioele (* 1995), italienischer Radrennfahrer
- Bertolini, Hannes, österreichischer Komponist, Tonmeister, Musiker, Sprecher
- Bertolini, Johann (1859–1931), österreichischer Bauunternehmer und Straßenbaupionier
- Bertolini, Luigi (1904–1977), italienischer Fußballspieler und -trainer
- Bertolini, Marco (* 1953), italienischer Militär, General des italienischen Heeres
- Bertolini, Maria (1931–2022), italienische Politikerin (Südtirol)
- Bertolini, Massimo (* 1974), italienischer Tennisspieler
- Bertolini, Milena (* 1966), italienische Fußballtrainerin
- Bertolini, Ottorino (1892–1977), italienischer Mittelalterhistoriker
- Bertolini, Ottorino Franco, italienischer Filmproduzent und -regisseur
- Bertolini, Pietro (1859–1920), italienischer Politiker, Mitglied der Camera dei deputati
- Bertolini, Renato (1905–1983), italienischer Widerstandskämpfer (PCI)
- Bertolini, Rita (1966–2017), österreichische Verlegerin, Autorin und Fotografin
- Bertolini, Rolf (1927–2006), deutscher Anatom
- Bertolini, Thomas (* 1988), italienischer Straßenradrennfahrer
- Bertolli, Francesca († 1767), italienische Opernsängerin (Alt)
- Bertololy, Paul (1892–1972), deutscher Arzt und Schriftsteller
- Bertolone, Isabelle (* 1990), deutsche Filmproduzentin
- Bertolone, Vincenzo (* 1946), italienischer Ordensgeistlicher, römisch-katholischer Erzbischof von Catanzaro-Squillace
- Bertoloni, Antonio (* 1775), italienischer Botaniker
- Bertolucci, Attilio (1911–2000), italienischer Lyriker und Übersetzer
- Bertolucci, Bernardo (1941–2018), italienischer FilmregisseurBernardo Bertolucci (1941–2018)

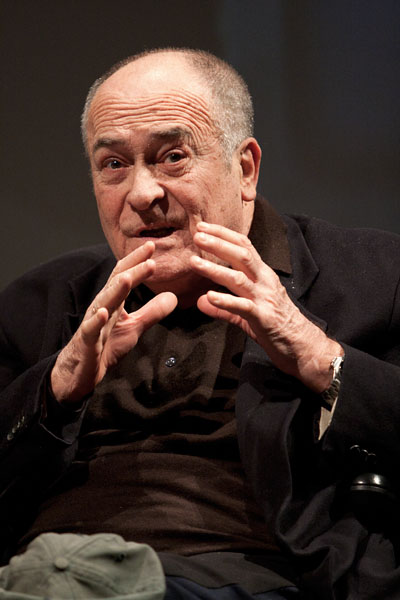
Bernardo Bertolucci (1941–2018)

- Bertolucci, Giuseppe (1947–2012), italienischer Regisseur und Drehbuchautor
- Bertolucci, Paolo (* 1951), italienischer Tennisspieler
- Bertomeu, Andrés (* 1976), deutscher Schlagzeuger, Keyboarder und Verrophon-Spieler
- Berton des Balbes de Crillon, Louis (1717–1796), französisch-spanischer Militär
- Berton, Armand (1854–1917), französischer gehörloser Genre- und Aktmaler, Illustrator und Radierer
- Berton, Aurora (* 2000), italienische Leichtathletin
- Berton, Benjamin (* 1974), französischer Autor und Politikwissenschaftler
- Berton, Charles François (1820–1874), französischer Schauspieler
- Berton, David (* 1991), französischer Schauspieler
- Berton, Henri Montan (1767–1844), französischer Komponist
- Berton, Jean-Baptiste (1769–1822), französischer General
- Berton, Melissa (* 1967), US-amerikanische Highschool-Lehrerin mit Oscar-Nominierung
- Berton, Nina (* 2001), luxemburgische Radrennfahrerin
- Berton, Paul Émile (1846–1909), französischer Landschaftsmaler
- Berton, Pierre (1842–1912), französischer Schauspieler und Dramatiker
- Berton, Pierre (1920–2004), kanadischer Autor und Journalist
- Berton, Pierre-Montan (1727–1780), französischer Komponist, Dirigent und Sänger (Tenor)
- Berton, Robert (1909–1998), italienischer Historiker, Denkmalpfleger und Volkskundler
- Berton, Stefania (* 1990), italienische Eiskunstläuferin
- Berton, Vic (1896–1951), US-amerikanischer Jazz-Schlagzeuger
- Bertonasco, Larissa (* 1972), deutsche Illustratorin
- Bertoncelj, Gorazd (* 1976), slowenischer Skisprungtrainer
- Bertoncini, Gene (* 1937), US-amerikanischer Jazz-Gitarrist
- Bertone, Giovanni (1884–1972), italienischer Karosseriebauer und Gründer der Carozzeria Bertone
- Bertone, Giuseppe (1914–1997), italienischer Automobildesigner und -konstrukteur
- Bertone, Juan Carlos († 1938), uruguayischer Fußballspieler und Trainer
- Bertone, Leonardo (* 1994), Schweizer FußballspielerLeonardo Bertone (* 1994)

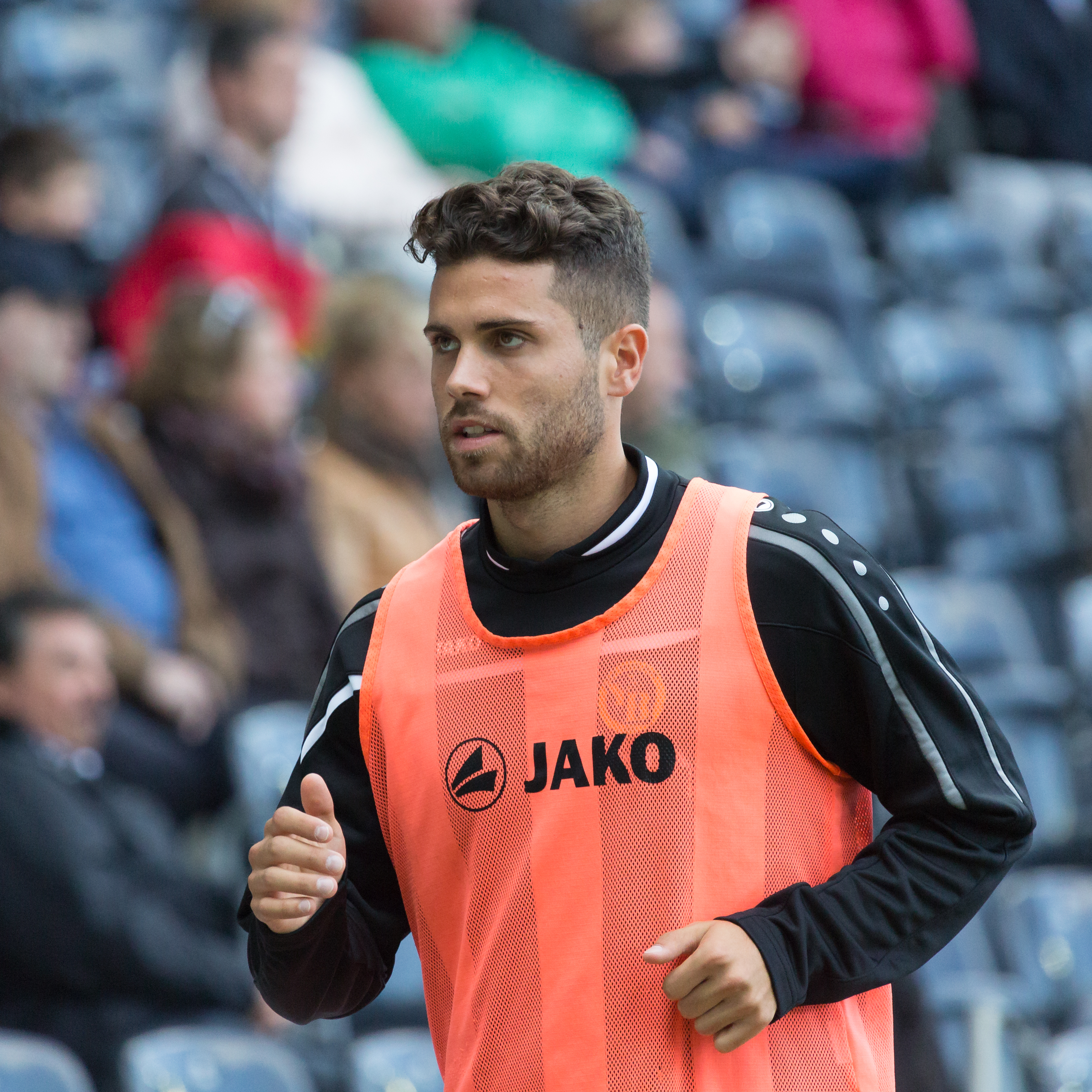
Leonardo Bertone (* 1994)

- Bertone, Oriane (* 2005), französische Sportkletterin und Boulderer
- Bertone, Tarcisio (* 1934), italienischer römisch-katholischer Theologe, Bischof und emeritierter Kardinalstaatssekretär
- Bertoni, Ambrogio (1811–1887), Schweizer Anwalt, Politiker und Tessiner Staatsrat und Ständerat der Freisinnig-Demokratischen Partei (FDP)
- Bertoni, Arnaldo de Winkelried (1878–1977), schweizerisch-paraguayischer Naturforscher und Zoologe
- Bertoni, Brenno (1860–1945), Schweizer Hochschullehrer, Politiker, Forscher und Publizist
- Bertoni, Daniel (* 1955), argentinischer Fußballspieler
- Bertoni, Ferdinando (1725–1813), italienischer Organist, Kapellmeister und Komponist
- Bertoni, Flaminio (1903–1964), italienischer Designer, Bildhauer und Architekt
- Bertoni, Francesca (* 1993), italienische Hindernisläuferin
- Bertoni, Franco, italienischer Rennfahrer
- Bertoni, Gaspar (1777–1853), italienischer Ordensgründer, katholischer Heiliger
- Bertoni, Giulio (1878–1942), italienischer Schriftsteller
- Bertoni, Letizia (* 1937), italienische Sprinterin und Hürdenläuferin
- Bertoni, Luigi (1872–1947), Schweizer Anarchist, Autor und Typograf
- Bertoni, Mosè (1857–1929), Schweizer Botaniker und Sprachforscher
- Bertoni, Remo (1909–1973), italienischer Radrennfahrer
- Bertoni, Sergio (1915–1995), italienischer Fußballspieler und -trainer
- Bertoni, Wander (1925–2019), italienisch-österreichischer BildhauerWander Bertoni (1925–2019)

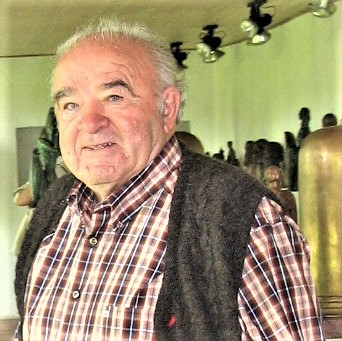
Wander Bertoni (1925–2019)

- Bertoni, Xavier (* 1988), französischer Freestyle-Skisportler
- Bertonoff, Deborah (1915–2010), russisch-israelische Tänzerin
- Bertorelle, Armando (1919–2013), italienischer Politiker (Südtirol)
- Bertorelli, Toni (1948–2017), italienischer Schauspieler
- Bertos, Francesco, italienischer Bildhauer
- Bertos, Leo (* 1981), neuseeländischer Fußballspieler
- Bertossa, Bernard (* 1942), Schweizer Jurist
- Bertot, Fabrizio (* 1967), italienischer Politiker (Popolo della Libertà), MdEP
- Bertot, Jacques (1622–1681), französischer römisch-katholischer Mystiker
- Bertotti, Florencia (* 1983), argentinische Schauspielerin, Sängerin und Komponistin
- Bertouch, Ernst von (1821–1904), dänisch-deutscher Beamter, Historiker und Publizist
- Bertouch, Georg von (1668–1743), Komponist und General
- Bertould, Gilles (* 1949), französischer Leichtathlet
- Bertow, Jürgen (* 1950), deutscher Ruderer
- Bertow, Sascha (* 1976), deutscher Handballspieler und -trainer
- Bertozzi, Andrea (* 1965), US-amerikanische Mathematikerin
- Bertozzi, Carolyn (* 1966), US-amerikanische BiochemikerinCarolyn Bertozzi (* 1966)

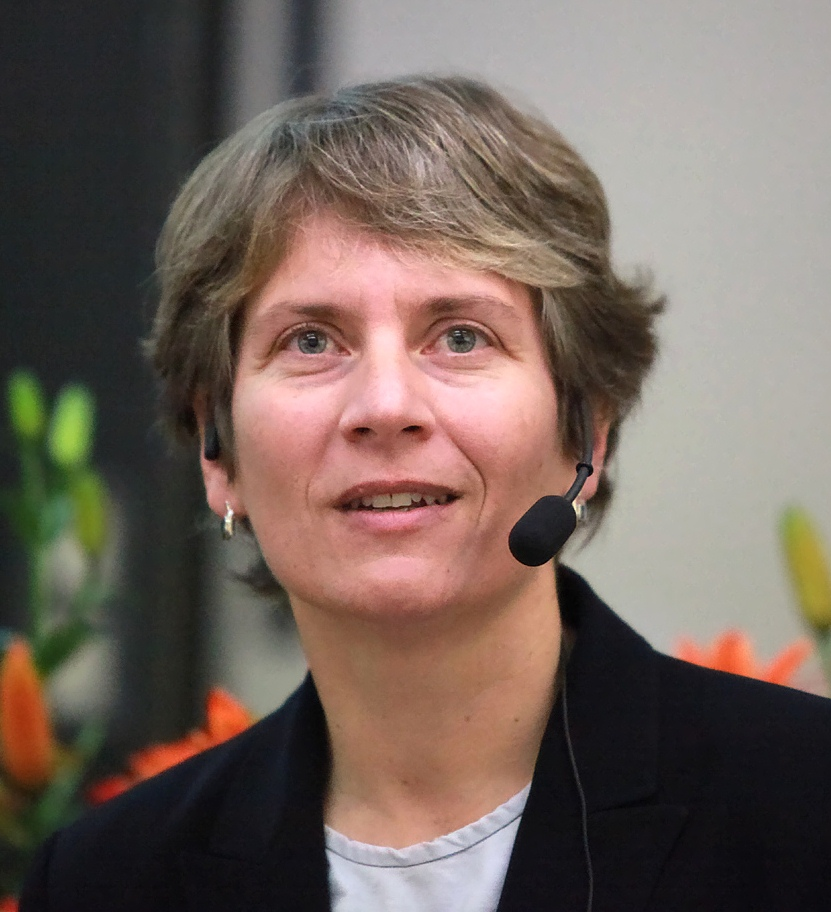
Carolyn Bertozzi (* 1966)

- Bertozzi, Massimo (* 1951), italienischer Kunsthistoriker, Kunstkritiker, Kurator und Autor
- Bertozzi, Nicol (* 2000), italienische Beachvolleyballspielerin

### Bertr
- Bertrab, Carl von (1863–1914), deutscher Offizier, Maler und Kunsthistoriker
- Bertrab, Hermann von (1818–1887), preußischer Jurist, Staatsminister in Schwarzburg-Rudolstadt
- Bertrab, Hermann von (1857–1940), preußischer General der Infanterie, Geodät
- Bertrada die Ältere (* 660), Gräfin von Laon
- Bertrada die Jüngere († 783), karolingische Königin
- Bertrada von Montfort, Königin von FrankreichBertrada von Montfort

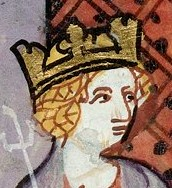
Bertrada von Montfort

- Bertrada von Rosdorf, Äbtissin und Reichsprälatin des Reichsstifts Kloster Kaufungen
- Bertram († 1212), Erzbischof von Bremen, Bischof von Metz
- Bertram Cremon († 1377), Domherr in Hamburg und Bischof in Lübeck
- Bertram de Verdon († 1192), anglonormannischer Adliger und Richter
- Bertram von Damm († 1542), deutscher Arzt, Humanist und Dichter
- Bertram von Gevertshagen, deutscher Adliger und Stolberger Burgherr
- Bertram, Adolf (1859–1945), deutscher römisch-katholischer Geistlicher, Bischof von Hildesheim (1906–1914) und Breslau (1914–1945) und Kardinal
- Bertram, Albrecht (* 1950), deutscher Universitätsprofessor für Mechanik
- Bertram, Alexander (* 1988), deutscher Politiker (AfD)
- Bertram, Alfred (1890–1937), deutscher Verwaltungsbeamter, Richter, Syndikus an der Universität Hamburg und Rechtshistoriker
- Bertram, Allie (* 1989), kanadische Schauspielerin und Tänzerin
- Bertram, Axel (1936–2019), deutscher Maler und Grafiker
- Bertram, Barbara (1945–2023), deutsche SchauspielerinBarbara Bertram (1945–2023)

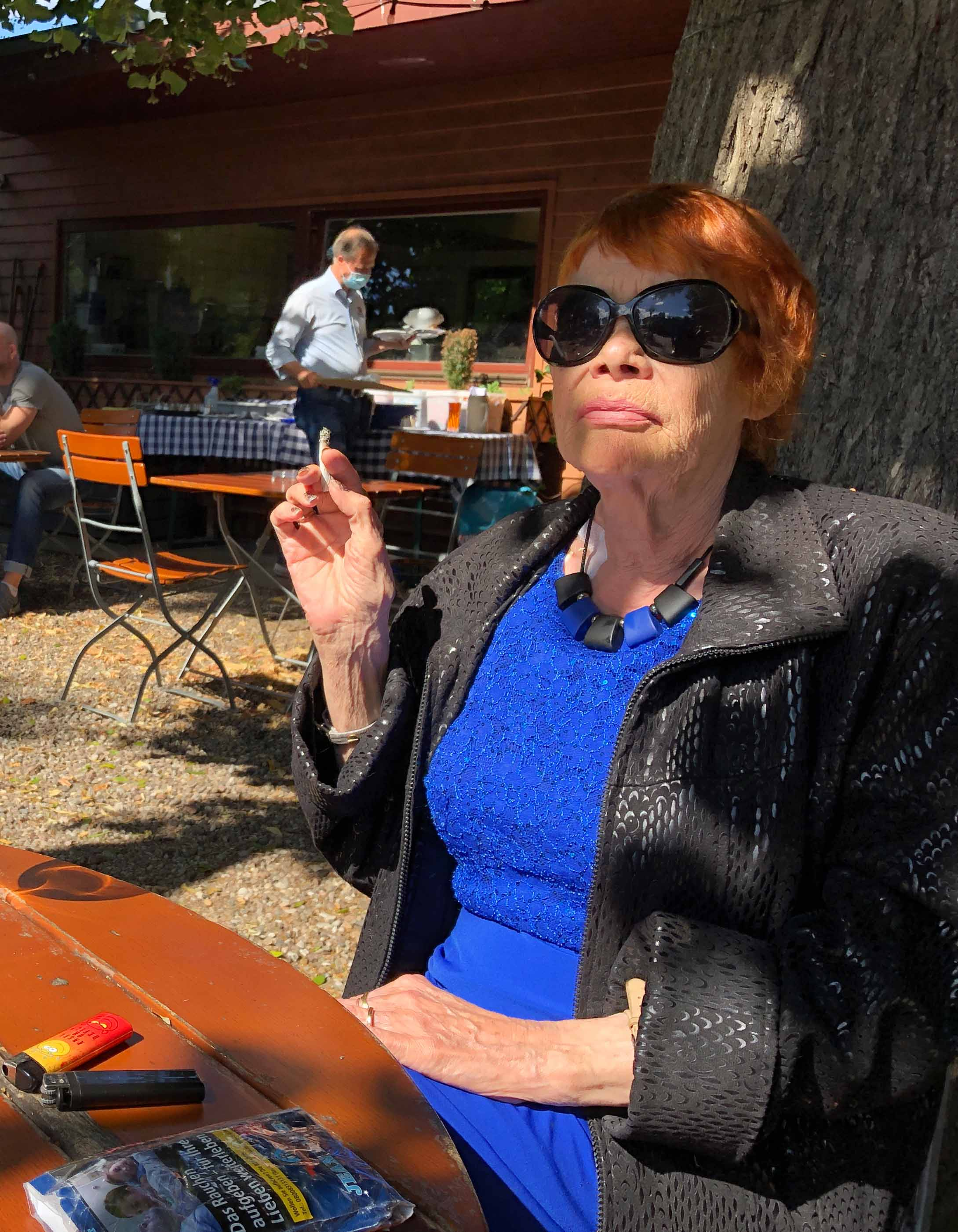
Barbara Bertram (1945–2023)

- Bertram, Bernhard (1962–2012), deutscher Journalist und Medienunternehmer
- Bertram, Bonaventure Corneille (1531–1594), französischer evangelischer Geistlicher und Hochschullehrer
- Bertram, Christian (* 1952), deutscher Regisseur, Autor und Veranstalter von Kunst- und Kulturprojekten
- Bertram, Christoph (* 1937), deutscher Politikberater
- Bertram, Christoph (* 1990), deutscher Schauspieler
- Bertram, Elisabeth (1902–1999), österreichisch-bulgarische Schauspielerin und Hörspielsprecherin
- Bertram, Erik (* 1987), deutscher Politiker (CDU), Bundesvorsitzender des RCDS (seit 2012)
- Bertram, Ernst (1865–1914), deutscher Theaterschauspieler
- Bertram, Ernst (1884–1957), deutscher Schriftsteller
- Bertram, Ernst (1909–1938), deutscher KPD-Funktionär und Widerstandskämpfer
- Bertram, Eva (* 1964), deutsche Fotografin und Filmkünstlerin
- Bertram, Ferdinand (1868–1941), deutscher Konteradmiral der Kaiserlichen Marine
- Bertram, Ferdinand (1894–1960), deutscher Mediziner, Krankenhausarzt und Privatdozent
- Bertram, Franz (1805–1863), nassauischer Politiker
- Bertram, Franz (1843–1888), deutscher Gutsbesitzer und Politiker, MdR
- Bertram, Friedel (1937–2014), deutscher Politiker (SPD), MdL
- Bertram, Georg (1882–1941), deutscher Pianist und Musikpädagoge
- Bertram, Georg (1896–1979), deutscher evangelischer Theologe und Hochschullehrer für Neues Testament
- Bertram, Georg W. (* 1967), deutscher Philosoph
- Bertram, Günter (1920–2001), deutscher Mathematiker
- Bertram, Günter (* 1950), deutscher Radsportler
- Bertram, Gustav (1883–1963), deutscher Politiker (NSDAP), MdR
- Bertram, Gustav (* 1887), deutscher Schauspieler
- Bertram, Halina (* 1971), tschechische Pianistin
- Bertram, Hans (1906–1993), deutscher Flugpionier, Luftbildverleger, Filmregisseur, Drehbuchautor und ProduktionsleiterHans Bertram (1906–1993)

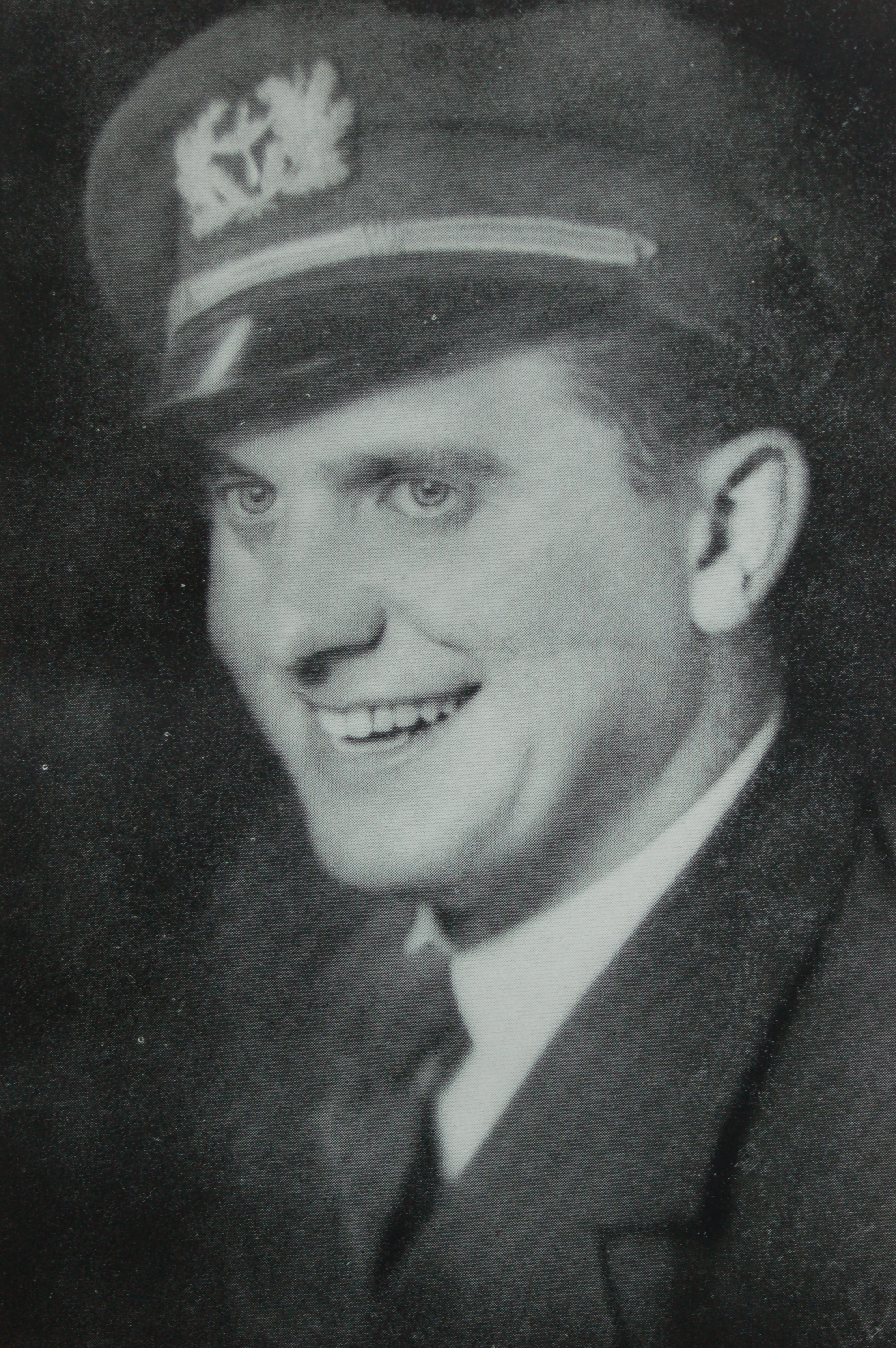
Hans Bertram (1906–1993)

- Bertram, Hans (1915–1991), deutscher Musiker, Musikproduzent und Schlagerkomponist
- Bertram, Hans (1915–1992), deutscher Politiker und LDPD-Funktionär, Oberbürgermeister von Cottbus und Mitglied der Volkskammer der DDR
- Bertram, Hans (* 1946), deutscher Soziologe
- Bertram, Hans Georg (1936–2013), deutscher Komponist und Organist
- Bertram, Hans-Bodo (* 1941), deutscher Diplomat
- Bertram, Heiner (* 1940), deutscher Fußballfunktionär und Unternehmer
- Bertram, Heinrich (1825–1903), deutscher Opernsänger (Bariton)
- Bertram, Heinrich (1826–1904), deutscher Pädagoge, Berliner Schulreformer
- Bertram, Heinrich (1897–1956), deutscher Kapitän
- Bertram, Helmut (1907–1999), deutscher Offizier in der Luftwaffe der Wehrmacht und der Luftwaffe der Bundeswehr
- Bertram, Helmut (1910–1981), deutscher Politiker (Zentrum), MdB, MdEP
- Bertram, Hendrik (* 1968), deutscher Bassist, Sänger, Tonstudio Betreiber, Produzent und Komponist
- Bertram, Hermann (1900–1949), deutscher Maler
- Bertram, Horst (1948–2023), deutscher Fußballtorwart und -trainer
- Bertram, Jacob (1779–1857), nassauischer Politiker
- Bertram, Joe (1957–2020), US-amerikanischer Politiker
- Bertram, Johann Arnold (1696–1762), deutscher Hüttenmeister zu Neuwied
- Bertram, Johann Georg (1670–1728), deutscher Theologe und Landeshistoriker
- Bertram, Johann Jacob von (1684–1742), Politiker der Reichsstadt Frankfurt
- Bertram, Jürgen (1940–2023), deutscher Journalist und Autor
- Bertram, Karl August Wilhelm (1788–1868), deutscher Kommunalpolitiker und Oberbürgermeister der Stadt Halle (1842–1855)
- Bertram, Konstantin von († 1693), deutscher Diplomat, katholischer Kirchenrechtler und Reichstagsabgesandter, Kanzler in Kurmainz
- Bertram, Kurt (1897–1973), deutscher Politiker (NSDAP) und Bankkaufmann
- Bertram, Kurt (1910–1988), deutscher Schnitzer
- Bertram, Laura (* 1978), kanadische SchauspielerinLaura Bertram (* 1978)

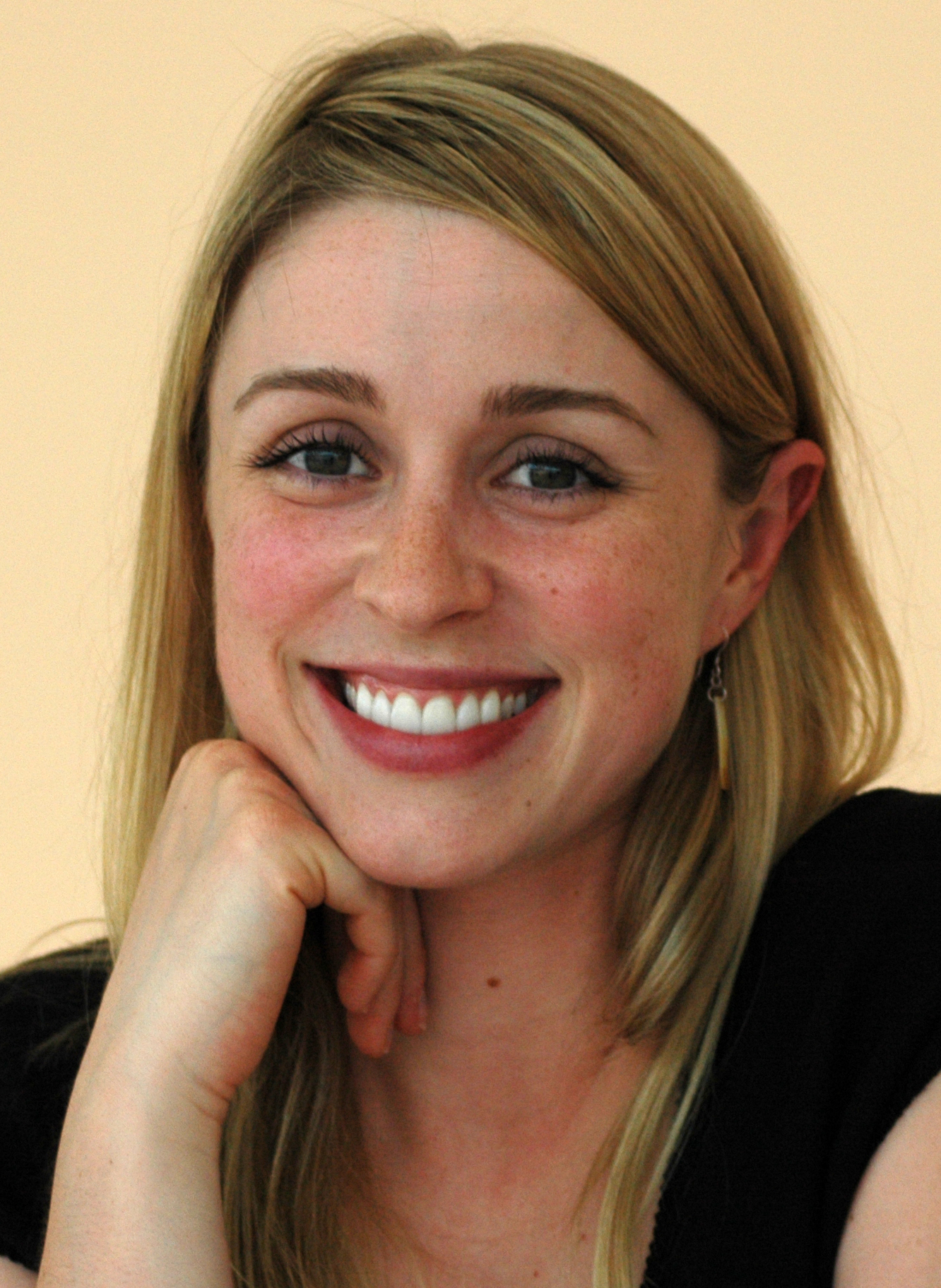
Laura Bertram (* 1978)

- Bertram, Lutz (* 1953), deutscher Radiomoderator, inoffizieller Mitarbeiter der DDR-Staatssicherheit
- Bertram, Marco (* 1973), deutscher Journalist und Autor
- Bertram, Marie (1838–1882), österreichische Opernsängerin (Sopran)
- Bertram, Marion (* 1960), deutsche Archäologin
- Bertram, Mathias (* 1960), deutscher Publizist und Buchgestalter
- Bertram, Matthias (* 1950), deutscher Autor, Künstler und ehemaliger Geschäftsführer
- Bertram, Max (1849–1914), Landschaftsarchitekt
- Bertram, Mijndert (1954–2009), deutscher Historiker, ehemaliger Direktor des Bomann-Museums in Celle
- Bertram, Nika (* 1970), deutsche Schriftstellerin
- Bertram, Oskar (1890–1965), deutscher Generalleutnant der Luftwaffe
- Bertram, Oswald (1827–1876), deutscher Buchhändler und Verleger
- Bertram, Otto (1871–1949), deutscher Richter
- Bertram, Otto (1895–1963), deutscher Kaufmann
- Bertram, Otto (1916–1987), deutscher Luftwaffenoffizier im Dritten Reich und Bundeswehr
- Bertram, Philipp (1812–1899), deutscher Jurist und Politiker
- Bertram, Philipp (* 1991), deutscher Politiker (Die Linke), MdA
- Bertram, Philipp Ernst (1726–1777), deutscher Jurist und Historiker
- Bertram, Rainer (1932–2004), deutscher Schlagersänger und Fernsehregisseur
- Bertram, René (* 1981), deutscher Ruderer
- Bertram, Richard (1834–1920), deutscher römisch-katholischer Geistlicher
- Bertram, Richard (1904–1979), deutscher Reedereikaufmann und Direktor vom Norddeutschen Lloyd
- Bertram, Roger, englischer Adliger, Richter und Rebell
- Bertram, Roger (* 1224), englischer Adliger und Rebell
- Bertram, Rolf (1935–2022), deutscher Fußballspieler
- Bertram, Rosa (1898–1945), deutsche römisch-katholische Märtyrerin jüdischer Herkunft
- Bertram, Rudi (* 1955), deutscher Politiker (SPD) und Bürgermeister von Eschweiler
- Bertram, Rüdiger (* 1967), deutscher Kinder- und Jugendbuchautor sowie auch Drehbuchautor
- Bertram, Rudolf (1893–1975), deutscher Mediziner
- Bertram, Sonja (* 1984), deutsche Schauspielerin
- Bertram, Sören (* 1991), deutscher FußballspielerSören Bertram (* 1991)

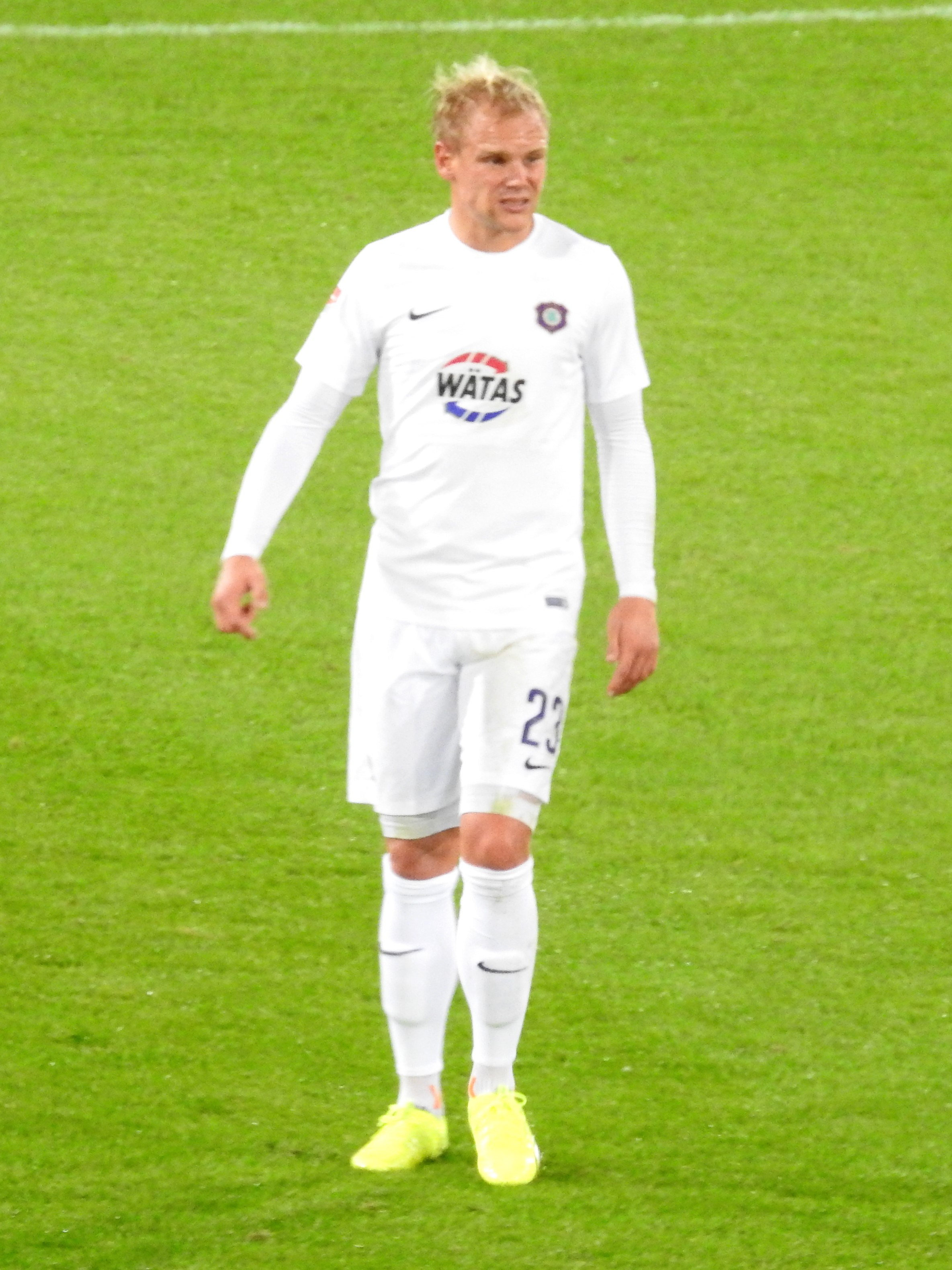
Sören Bertram (* 1991)

- Bertram, Stephanie Rose (* 1994), belgisches Model
- Bertram, Theodor (1869–1907), deutscher Opernsänger (Bariton)
- Bertram, Thomas (* 1964), deutscher Fußballspieler
- Bertram, Tom (* 1987), deutscher Fußballspieler
- Bertram, Ute (* 1961), deutsche Bankfachwirtin und Politikerin (CDU), MdB
- Bertram, Uwe (1962–2022), deutscher Theaterschauspieler, -regisseur und Privattheater-Leiter
- Bertram, Walter (1901–1993), deutscher Maler und Landeskonservator
- Bertram, Werner (1835–1899), deutscher lutherischer Theologe, Superintendent und Botaniker
- Bertram, Wilhelm (* 1829), nationalliberaler deutscher Politiker
- Bertram, Wilhelm (1865–1959), deutscher Konteradmiral der Kaiserlichen Marine
- Bertram, William († 1466), englischer Ritter
- Bertram, Wulf (1948–2025), deutscher Arzt, Psychologe, Psychotherapeut, Verlagsleiter und Autor
- Bertram-Ehmsen, Lis (1897–1986), deutsche Malerin und Grafikerin
- Bertrami, José Roberto (1946–2012), brasilianischer Fusionmusiker und Komponist
- Bertramo, Calisto (1875–1941), italienischer Schauspieler
- Bertrams, Hartwig (* 1948), deutscher Autorennfahrer
- Bertrams, Joep (* 1946), niederländischer Illustrator und Karikaturist
- Bertrams, Kurt (* 1949), deutscher Verleger und Autor
- Bertrams, Michael (1947–2025), deutscher Richter
- Bertrams, Werner (* 1958), deutscher Fußballspieler
- Bertrams, Wilhelm (1907–1995), deutscher Jesuit und Kirchenrechtler
- Bertran de Born, französischer TroubadourBertran de Born

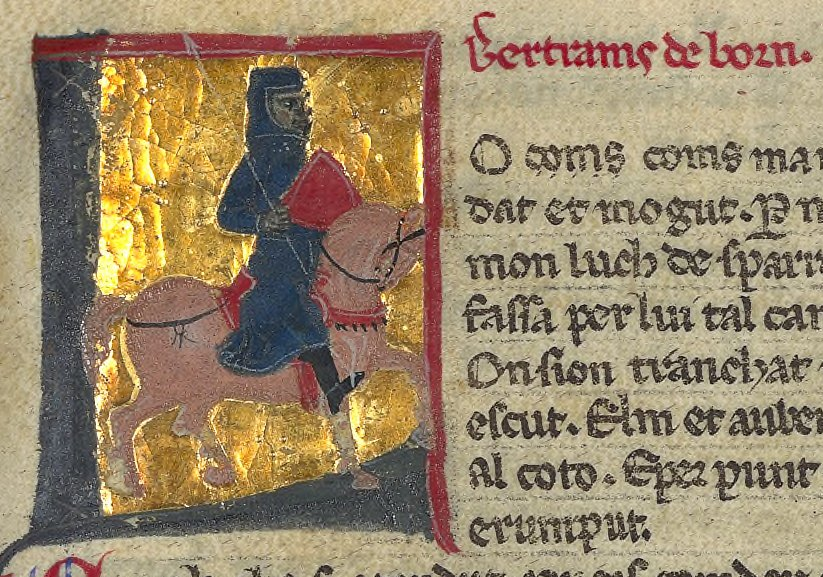
Bertran de Born

- Bertran i Sastre, Bernat (1774–1815), katalanischer Komponist
- Bertrán, Antonio (1933–2008), spanischer Radrennfahrer
- Bertrán, Cyrill (1888–1934), spanischer Ordensmann und Märtyrer
- Bertrand († 1112), Graf von Toulouse und Tripolis
- Bertrand Augier de La Tour, Erzbischof von Salerno, Kardinalbischof von Tusculum
- Bertrand de Bar-sur-Aube, französischer Dichter
- Bertrand de Blanquefort († 1169), 6. Großmeister des Templerordens
- Bertrand de Bricquebec, Robert VII. († 1348), französischer Adliger, Marschall von Frankreich
- Bertrand de Comminges († 1123), französischer katholischer Bischof, Heiliger
- Bertrand de Comps († 1239), Großmeister der Johanniter
- Bertrand de Déaulx († 1355), Kardinal
- Bertrand de Molleville, Antoine-François (1744–1818), französischer Politiker und Minister
- Bertrand de Saint-Geniès (1260–1350), Patriarch von Aquileia
- Bertrand de Thessy, Großmeister der Johanniter
- Bertrand II., Graf von Provence
- Bertrand IV. de La Tour († 1423), französischer Adliger
- Bertrand Mansoer, Herr von Margat
- Bertrand V. de La Tour († 1461), französischer Adliger
- Bertrand VI. de La Tour († 1497), französischer Adliger
- Bertrand Vidal, Julio (1888–1918), chilenischer Architekt, Photograph und Zeichner
- Bertrand, Adrien (1888–1917), französischer Schriftsteller
- Bertrand, Alexander (1877–1947), deutscher Genre- und Interieurmaler der Düsseldorfer Schule
- Bertrand, Alfred (1913–1986), belgischer Politiker, MdEP
- Bertrand, Aline (1798–1835), französische Harfenistin, Komponistin und Instrumentalpädagogin
- Bertrand, Aloysius (1807–1841), französischer Dichter
- Bertrand, André (1931–2019), kanadischer Skirennläufer
- Bertrand, Antoine de, französischer Komponist
- Bertrand, Benoît (* 1960), französischer Geistlicher, römisch-katholischer Bischof von Pontoise
- Bertrand, Carl (1816–1895), deutscher Arzt
- Bertrand, Charles (* 1991), französischer Eishockeyspieler
- Bertrand, Claude-Joseph-Alexandre (1734–1797), französischer Architekt
- Bertrand, Clifton (1936–2020), Sprinter aus Trinidad und Tobago
- Bertrand, Diane (* 1951), französische Drehbuchautorin und Regisseurin
- Bertrand, Elie († 1797), Schweizer Pfarrer und Naturwissenschaftler
- Bertrand, Émile (1844–1909), französischer Mineraloge
- Bertrand, Emmanuelle (* 1973), französische Cellistin
- Bertrand, Éric (* 1975), kanadischer Eishockeyspieler und -trainer
- Bertrand, Ernest (1888–1958), Politiker der Liberalen Partei Kanadas
- Bertrand, Fabien (* 1971), französischer Freestyle-Skisportler
- Bertrand, Fany (* 2002), französische Biathletin
- Bertrand, Félix R. (1909–1978), kanadischer Organist, Chorleiter und Komponist
- Bertrand, Francis (1937–1994), belgischer Comiczeichner
- Bertrand, Francisco (1866–1926), honduranischer Politiker und dreimal Präsident von Honduras
- Bertrand, Friedrich Anton Franz (1757–1834), deutscher Schriftsteller, Übersetzer und Privatgelehrter
- Bertrand, Gabriel (1867–1962), französischer Biochemiker
- Bertrand, Gaston (1910–1994), belgischer Maler
- Bertrand, Gottlieb (1775–1813), deutscher Autor
- Bertrand, Guillaume (* 1992), kanadischer Biathlet
- Bertrand, Gustave (1896–1976), französischer Geheimdienstmitarbeiter
- Bertrand, Guy (* 1952), französischer Chemiker
- Bertrand, Henri, belgischer Radrennfahrer
- Bertrand, Henri-Gatien (1773–1844), französischer General
- Bertrand, Irvin (* 2000), französischer Tischtennisspieler
- Bertrand, Jacob (* 2000), US-amerikanischer Kinderdarsteller, Filmschauspieler und SynchronsprecherJacob Bertrand (* 2000)

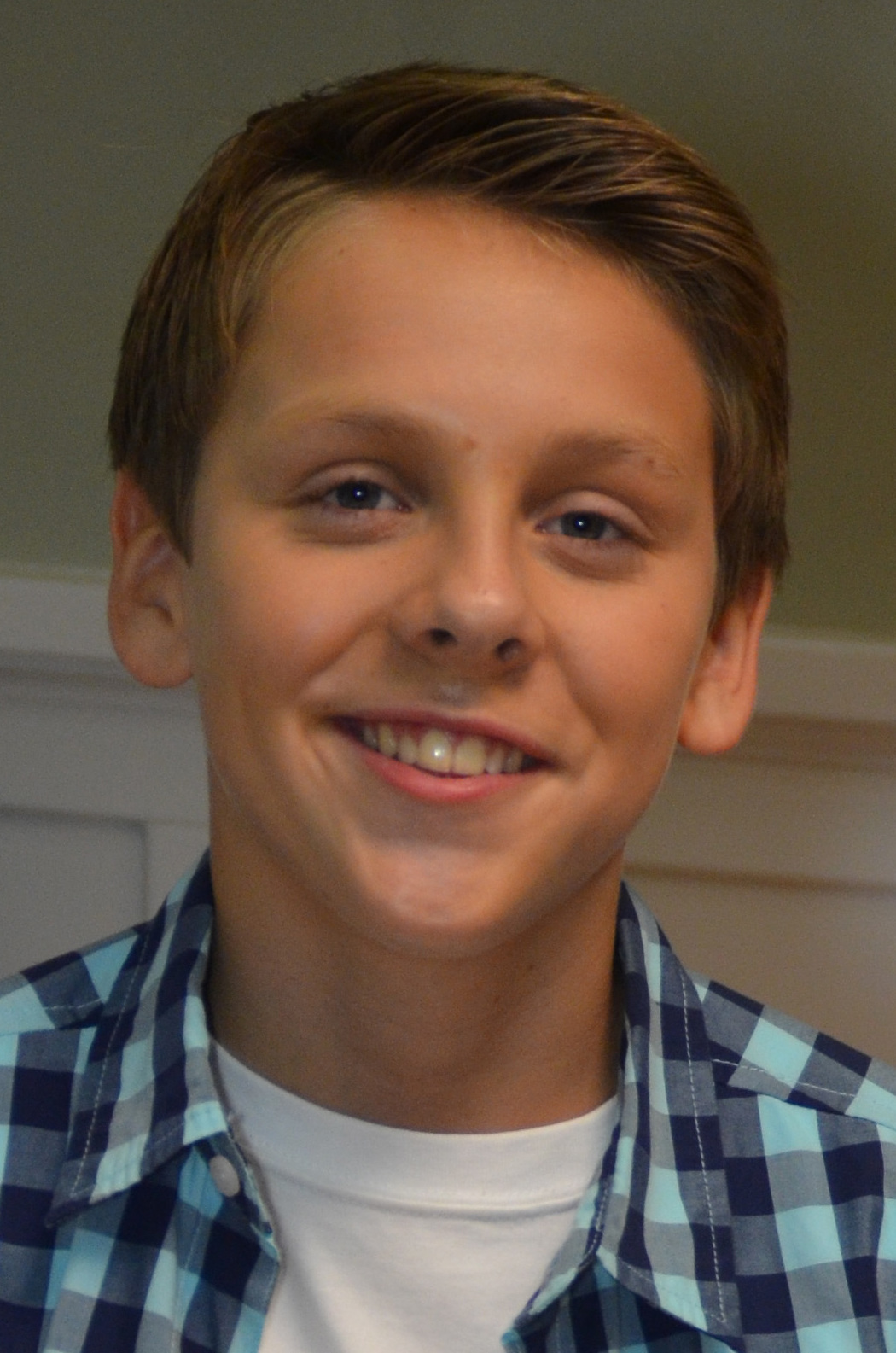
Jacob Bertrand (* 2000)

- Bertrand, Jacqueline (1925–2008), US-amerikanische Schauspielerin
- Bertrand, Jean († 1365), Bischof von Lausanne und Erzbischof von Tarentaise
- Bertrand, Jean (1482–1560), französischer Kardinal der Römischen Kirche
- Bertrand, Jean (1527–1594), französischer Jurist
- Bertrand, Jean de († 1432), Bischof von Genf und Erzbischof von Tarentaise
- Bertrand, Jean-Claude (* 1954), französischer Badmintonspieler
- Bertrand, Jean-Jacques (1916–1973), kanadischer Politiker, Premierminister von Québec
- Bertrand, Jean-Michel (1943–2008), französischer Politiker, Mitglied der Nationalversammlung
- Bertrand, Jean-Pierre (1937–2016), französischer Maler und InstallationskünstlerJean-Pierre Bertrand (1937–2016)

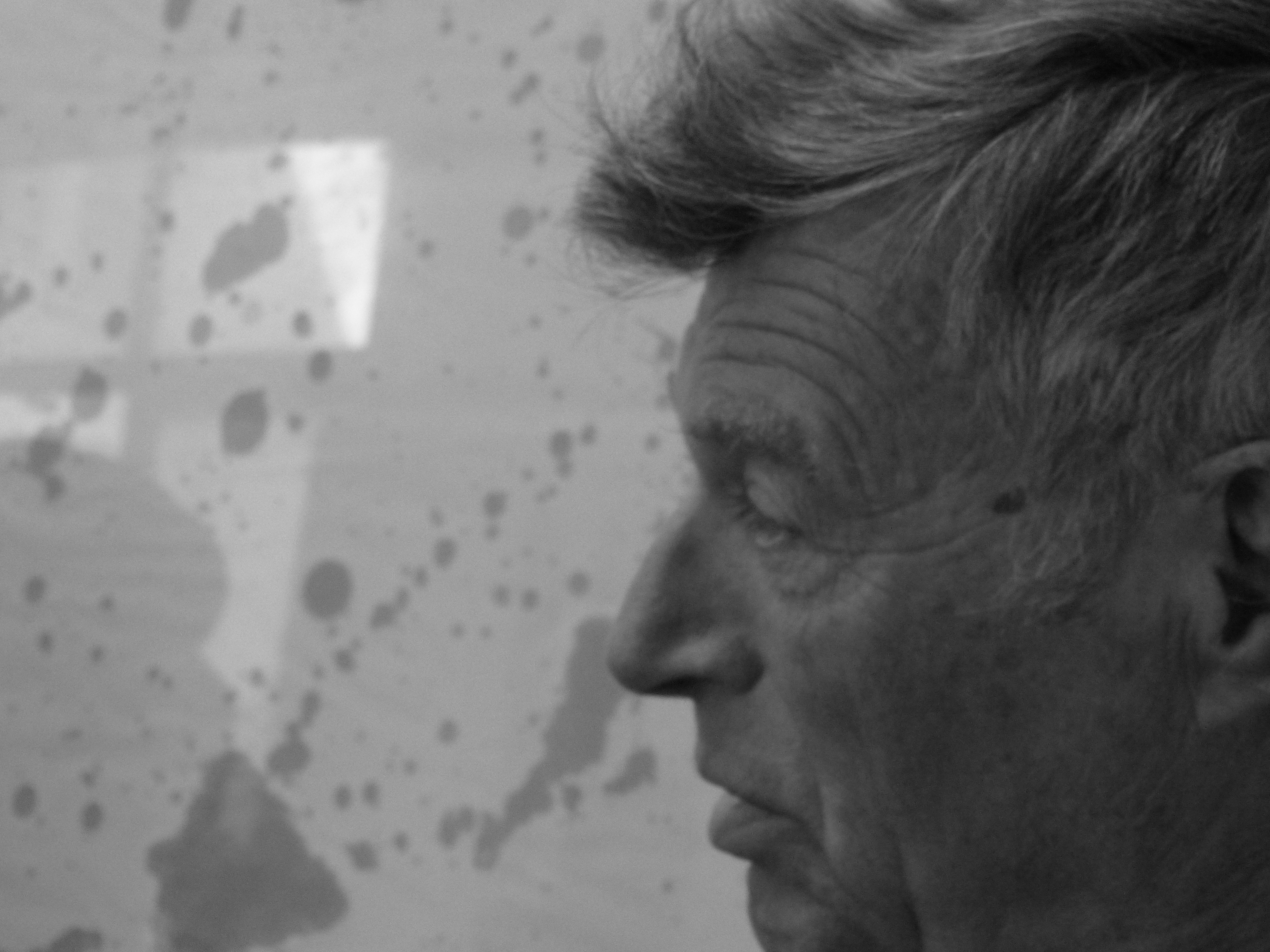
Jean-Pierre Bertrand (1937–2016)

- Bertrand, Jean-Pierre (* 1992), französischer Weitspringer
- Bertrand, Jimmy (1900–1960), US-amerikanischer Jazz- und Blues-Schlagzeuger
- Bertrand, John (* 1946), australischer Segler
- Bertrand, John (* 1956), US-amerikanischer Segler
- Bertrand, Joseph (1822–1900), französischer Mathematiker und Pädagoge
- Bertrand, Joseph (* 1879), französischer Schwimmer und Wasserballspieler
- Bertrand, Julie Winnefred (1891–2007), kanadische Altersrekordlerin
- Bertrand, Leah (* 2002), Leichtathletin aus Trinidad und Tobago
- Bertrand, Louis (1866–1941), französischer Schriftsteller, Essayist, Biograf und Historiker
- Bertrand, Marcel Alexandre (1847–1907), französischer Geologe
- Bertrand, Marcheline (1950–2007), US-amerikanische Schauspielerin
- Bertrand, Maria (* 1975), kanadische Schauspielerin
- Bertrand, Marianne (* 1969), belgische Wirtschaftswissenschaftlerin
- Bertrand, Marie-Andrée (1925–2011), kanadische Kriminologin, Feministin und antiprohibitionistische Aktivistin
- Bertrand, Marion (* 1984), französische Skirennläuferin
- Bertrand, Paul (1915–1994), französischer Filmarchitekt
- Bertrand, Paul (1925–2022), französischer Geistlicher und römisch-katholischer Bischof von Mende
- Bertrand, Pierre (* 1972), französischer Jazz-Saxophonist und Bigband-Leader
- Bertrand, Robert R. (1906–2002), US-amerikanischer Tontechniker
- Bertrand, Robin (* 2003), französischer Tennisspieler
- Bertrand, Roger (* 1947), kanadischer Politiker, Präsident der Nationalversammlung von Québec
- Bertrand, Ryan (* 1989), englischer FußballspielerRyan Bertrand (* 1989)

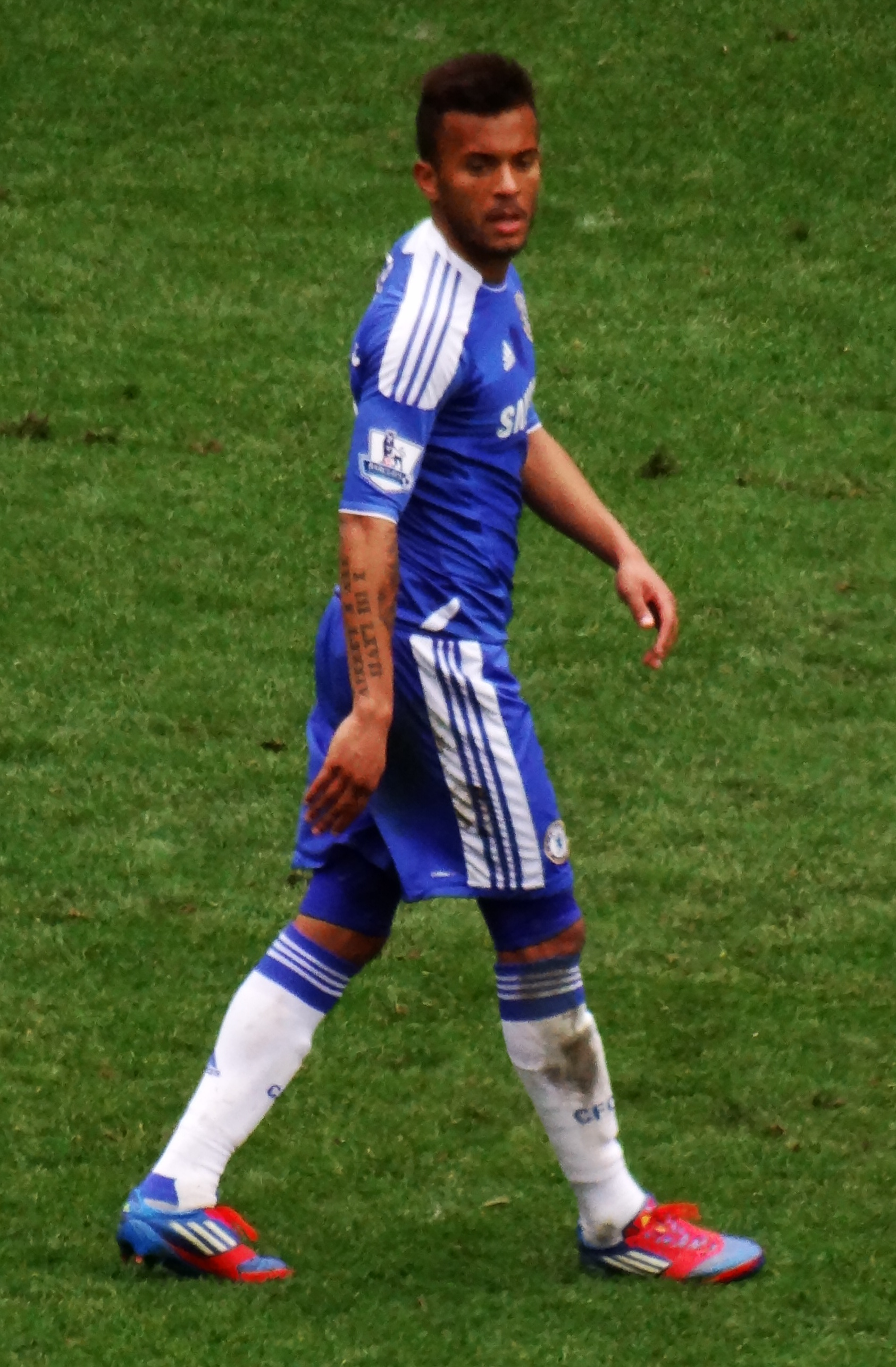
Ryan Bertrand (* 1989)

- Bertrand, Stéphane (* 1967), französischer Bassist, Komponist
- Bertrand, Xavier (* 1965), französischer Politiker (UMP), Präsident des Regionalrats von Hauts-de-France, Mitglied der Nationalversammlung
- Bertrand, Yannick (* 1980), französischer Skirennläufer
- Bertrand-Demanes, Jean-Paul (* 1952), französischer Fußballspieler
- Bertrando d’Arvazzano, Fürstbischof von Paderborn, Bischof von San Leone
- Bertrix, Enrique (1895–1915), chilenischer Maler
- Bertron, Patrick (* 1962), französischer Koch
- Bertrup, Christina (* 1976), schwedische Curlerin

### Berts
- Bertsch, Alexander (* 1940), deutscher Schriftsteller
- Bertsch, Carl Rudolf (1900–1967), deutscher Schriftsteller und Maler
- Bertsch, Eugen (1907–1980), deutscher Marathonläufer
- Bertsch, Franz (1868–1951), württembergischer Oberamtmann und Landrat
- Bertsch, Georg-Christof (* 1959), deutscher Designberater und Hochschullehrer
- Bertsch, George (* 1942), US-amerikanischer theoretischer Kernphysiker
- Bertsch, Heinrich (1897–1981), deutscher Chemiker, Manager und Hochschullehrer
- Bertsch, Hugo (1851–1935), deutscher Arbeiterdichter
- Bertsch, Jakob (1890–1957), österreichischer Politiker (SPÖ), Landtagsabgeordneter
- Bertsch, Karl (1878–1965), deutscher Botaniker
- Bertsch, Karl (1895–1974), deutscher Grafiker und Zeichner
- Bertsch, Ludwig (1929–2006), katholischer Theologe, Direktor Missio
- Bertsch, Martin (1860–1919), deutscher Verwaltungsjurist
- Bertsch, Matthias (* 1966), deutscher Musikwissenschaftler und Musiker
- Bertsch, Walter (1900–1952), deutscher Politiker (NSDAP)
- Bertsch, Wilhelm (1865–1916), deutscher Architekt und kommunaler Baubeamter
- Bertsch, Winfried (1937–2025), deutscher Lokalhistoriker
- Bertsch-Kampferseck, Lisl (1902–1978), deutsche Innenarchitektin und Designerin
- Bertsche, August (1883–1967), deutscher Verwaltungsbeamter
- Bertsche, Johann (1885–1964), deutscher Politiker
- Bertschek, Irene (* 1966), deutsche Ökonomin und HochschullehrerinIrene Bertschek (* 1966)

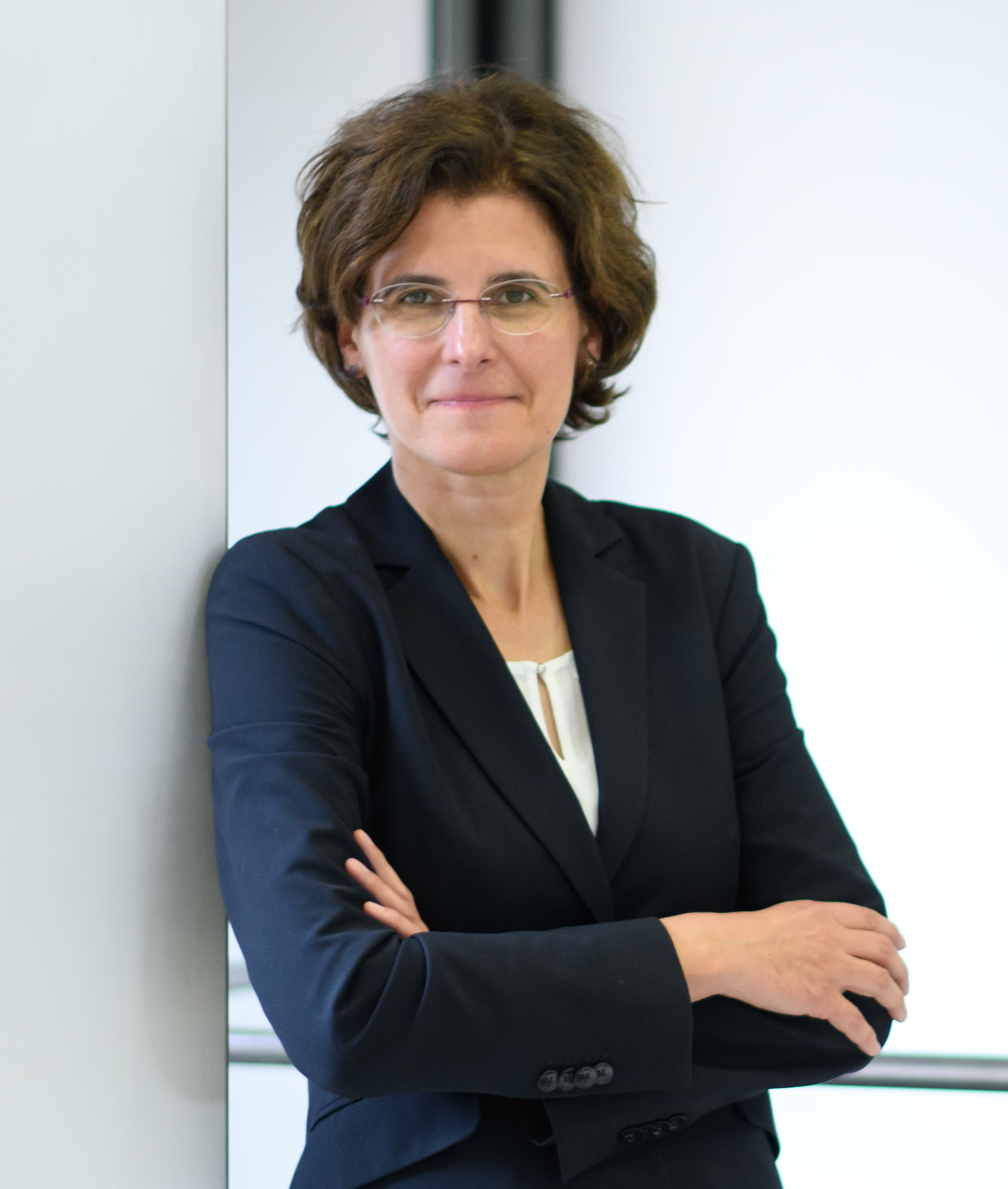
Irene Bertschek (* 1966)

- Bertschi, Denise (* 1983), schweizerische bildende Künstlerin
- Bertschi, Hans-Jörg (* 1957), Schweizer Betriebsökonom und Manager
- Bertschik, Julia (* 1964), deutsche Literatur- und Kulturwissenschaftlerin
- Bertschinger, Antonia (* 1973), Schweizer Autorin und Menschenrechtsaktivistin
- Bertschinger, Carl (1881–1960), Schweizer Politiker (FDP/BGB)
- Bertschinger, Daniel (1761–1830), Schweizer Politiker, Industrieller und Offizier
- Bertschinger, Hafis (1933–2024), libanesisch-schweizerischer Künstler
- Bertschinger, Hansjakob (1923–2001), Schweizer Handballspieler
- Bertschinger, Theodor (1814–1889), Schweizer Kaufmann und Politiker
- Bertschinger, Theodor (1845–1911), Schweizer Ingenieur, Bauunternehmer und Gründer des Baugeschäfts Theodor Bertschinger
- Bertschinger, Walo (1876–1947), Schweizer Bauunternehmer
- Bertschinger, Willy (1955–2010), Schweizer Eishockeyspieler
- Bertschmann, Simon (1893–1989), Schweizer Vermessungsingenieur
- Bertschus, Michel (1883–1943), sozialdemokratischer Politiker und Abgeordneter im Memelland
- Bertschy, Christoph (* 1994), Schweizer EishockeyspielerChristoph Bertschy (* 1994)

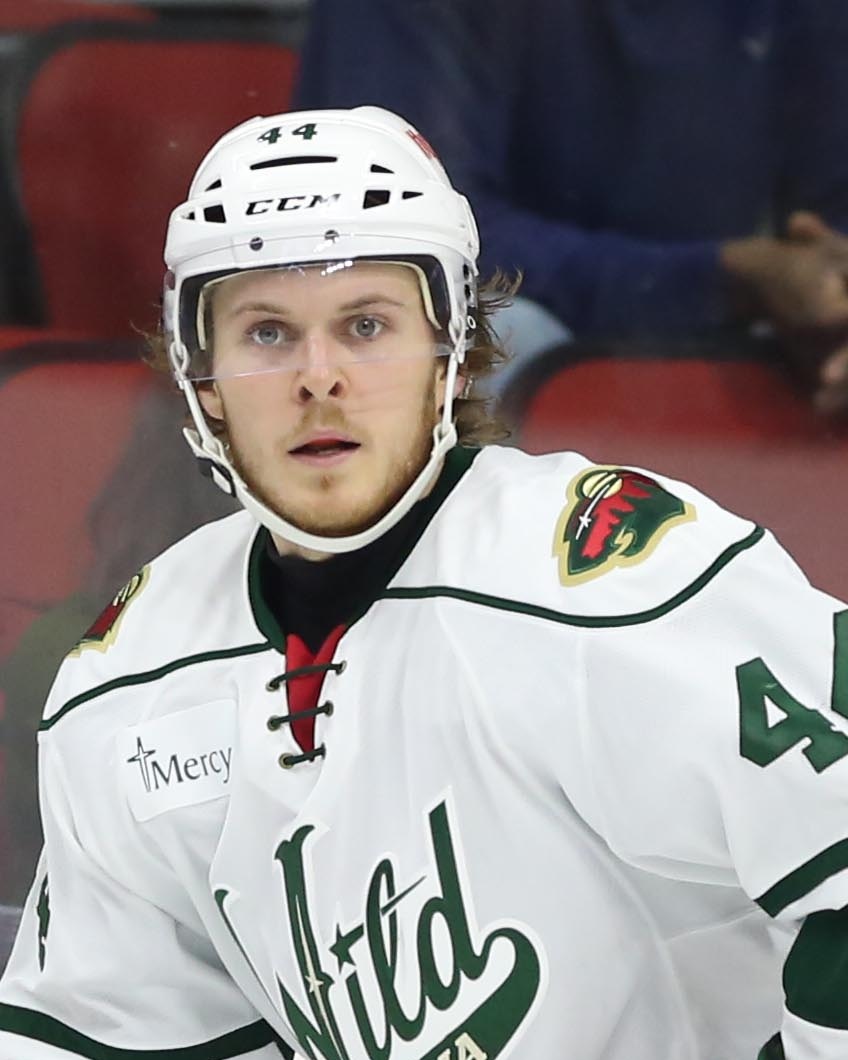
Christoph Bertschy (* 1994)

- Bertschy, Christophe (* 1970), Schweizer Comiczeichner und Illustrator
- Bertschy, Kathrin (* 1979), Schweizer Politikerin (GLP)
- Bertschy, Paul Max (1840–1911), deutscher Architekt
- Bertschy, René (1912–1999), Schweizer Jazzmusiker
- Bertsekas, Dimitri (* 1942), griechischer Mathematiker und Hochschullehrer
- Bertsimas, Dimitris (* 1962), griechisch-US-amerikanischer Mathematiker und Wirtschaftswissenschaftler

### Bertu
- Bertuccelli, Alberto (1924–2002), italienischer Fußballspieler
- Bertuccelli, Jean-Louis (1942–2014), französischer Filmregisseur und Drehbuchautor
- Bertuccelli, Julie (* 1968), französische Filmregisseurin
- Bertucci, Giovanni Battista, italienischer Maler
- Bertucci, Ughetto (1907–1966), italienischer Schauspieler
- Bertuch, Carl (1777–1815), deutscher Journalist und Schriftsteller
- Bertuch, Caroline (1751–1810), Unternehmerin der Weimarer Klassik
- Bertuch, Friedrich Justin (1747–1822), deutscher Verleger und MäzenFriedrich Justin Bertuch (1747–1822)

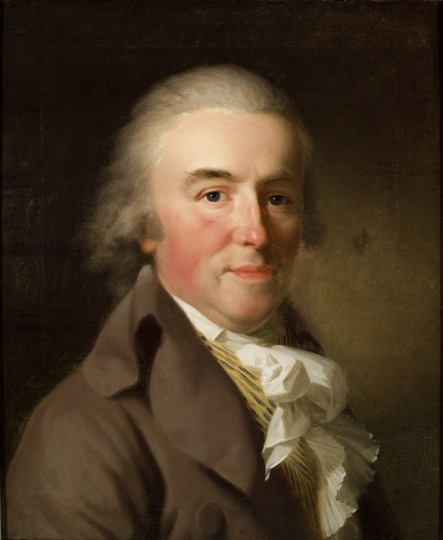
Friedrich Justin Bertuch (1747–1822)

- Bertuch, Hans (1880–1946), preußischer Verwaltungsjurist und Landrat
- Bertuch, Julius (1838–1904), deutscher Architekt und kommunaler Baubeamter
- Bertuch, Justin (1564–1626), deutscher Pädagoge
- Bertuch, Max (1890–1943), deutscher Komponist, Bühnenautor, Librettist und Dirigent
- Bertuch, Walter (1889–1973), deutscher Maler und Grafiker
- Bertuks, Edgars (* 1985), lettischer Orientierungsläufer
- Bertuleit, Wilhelm (1900–1941), deutscher Politiker (NSDAP), MdR
- Bertulf von Brügge, Kanzler der Grafen von Flandern und Propst in Brügge
- Bērtulsons, Herberts (1903–1942), lettischer Skirennläufer und Fußballspieler
- Bertuola, Alessandro (* 1979), italienischer Radrennfahrer
- Bertuzzi, Aldo (* 1961), italienischer Autorennfahrer
- Bertuzzi, Todd (* 1975), kanadischer EishockeyspielerTodd Bertuzzi (* 1975)

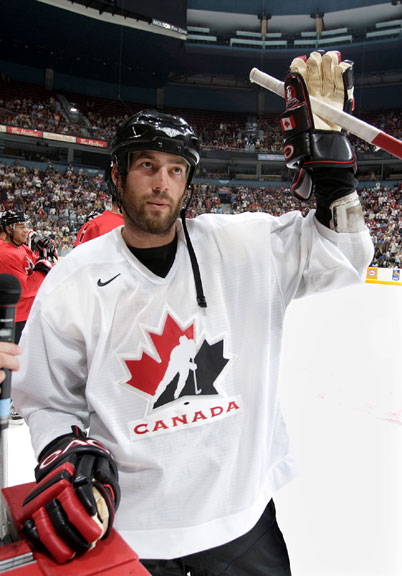
Todd Bertuzzi (* 1975)

- Bertuzzi, Tyler (* 1995), kanadischer Eishockeyspieler

### Bertw
- Bertwald († 731), Erzbischof von Canterbury

### Bertz
- Bertz, August, deutscher Fußballspieler
- Bertz, Denis (* 1983), deutscher Rennrodler
- Bertz, Detlef (* 1962), deutscher Rennrodler
- Bertz, Eduard (1853–1931), deutscher Schriftsteller, Philosoph, Bibliothekar und Übersetzer
- Bertz, Hendrik (* 1988), deutscher Kanute
- Bertz, Paul (1886–1950), deutscher Politiker (KPD), MdR
- Bertzbach, Lennard (* 1988), deutscher Schauspieler